# Samen (Volk)

Flagge der Samen

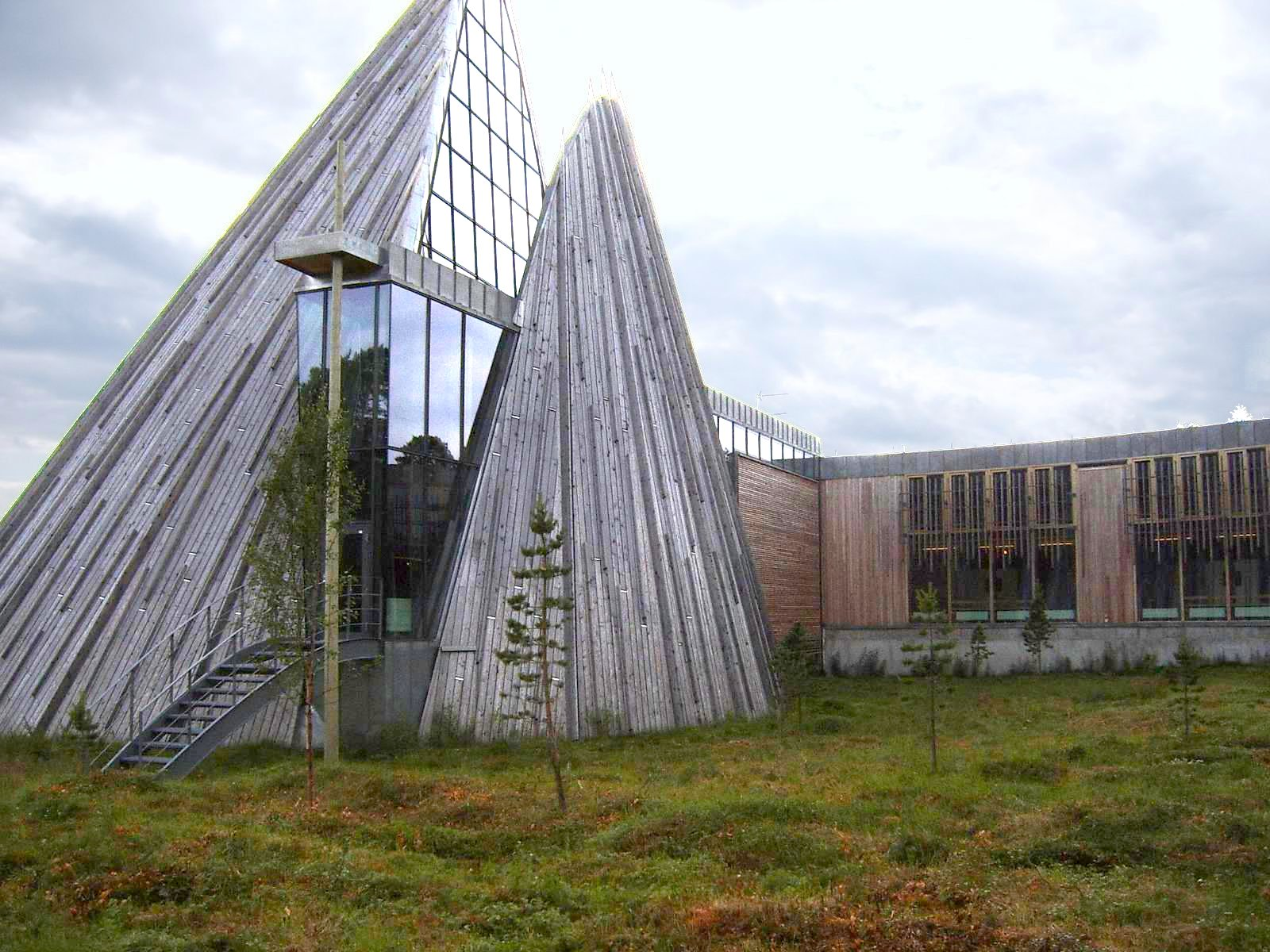
Parlament der norwegischen Samen (Sameting) in Karasjok, Norwegen

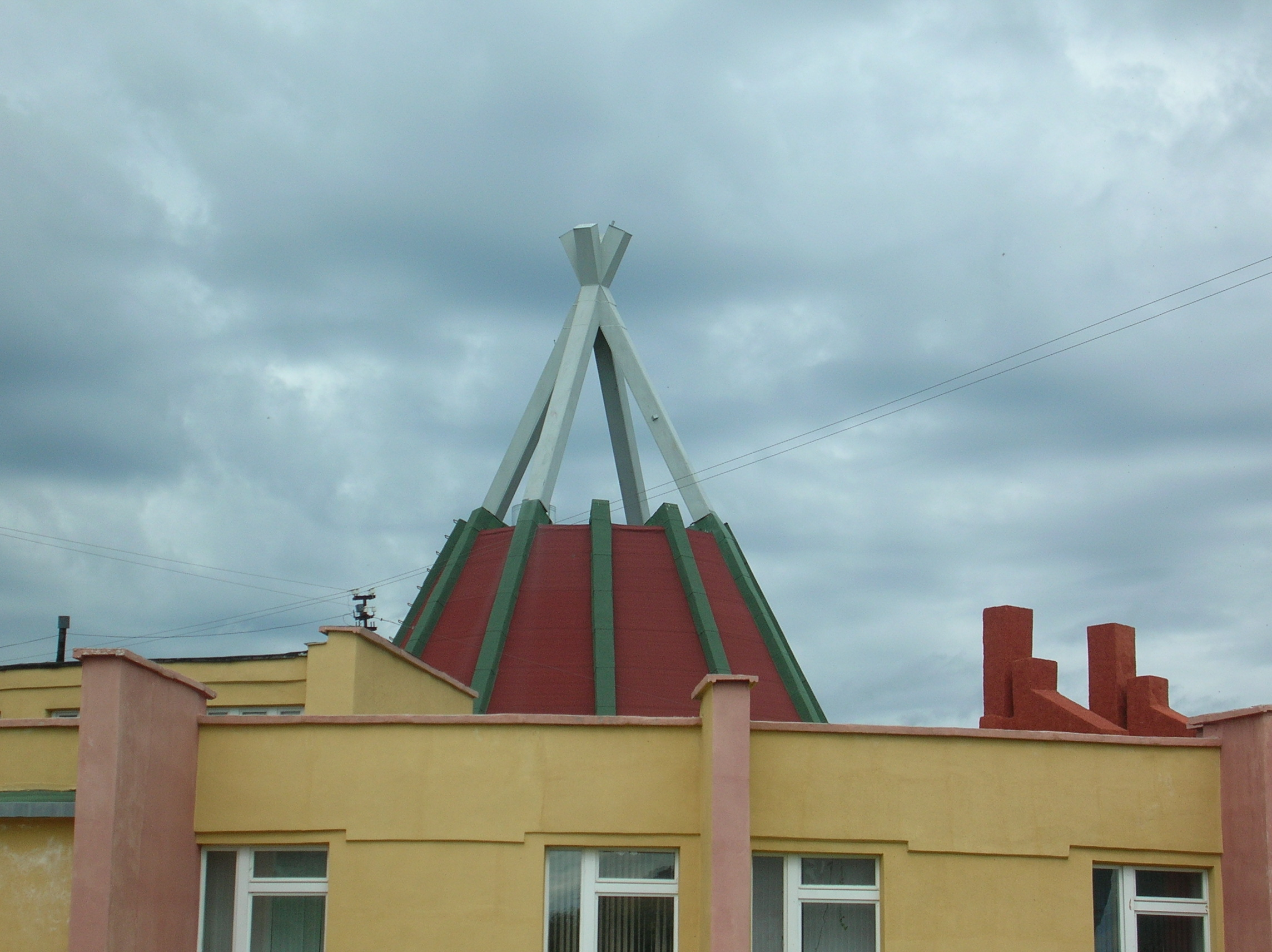
Kulturzentrum der Samen und Komi in Lowosero, Russland

Die Samen (veraltet Lappen) sind ein indigenes Volk im Norden Fennoskandinaviens. Ihr heutiges Siedlungsgebiet, Sápmi, erstreckt sich von der Gemeinde Idre in der Provinz Dalarnas län im Süden über die nördlichen Teile Schwedens, Norwegens, Finnlands und im Osten bis zu den Küsten der Barentssee und dem Weißen Meer auf der heute russischen Halbinsel Kola. Die samischen Sprachen gehören zur Familie der finno-ugrischen Sprachgruppe und mit dieser zu den uralischen Sprachen und sind insbesondere mit dem Finnischen verwandt.
Die Samen sind in allen vier Ländern als „Urvolk“ anerkannt (in Russland zählen sie zur Gruppe der indigenen kleinen Völker des Nordens), aber allein Norwegen stellt sie unter den Schutz der internationalen ILO-Konvention 169.

## Name
Der deutsche Name „Same“ leitet sich von dem heute auf Norwegisch und Schwedisch üblichen same ab und ähnelt dem Endonym (vgl. nordsamisch sámi, kildinsamisch saaʹm/са̄мь, die als Adjektive bzw. Substantive im Genitiv verwendet werden). Andere übliche deutsche Schreibungen sind Saame, Sami, Sámi oder Saami. Die Fremdbezeichnung Lappe gilt im Deutschen als veraltet und wird heute meist als abwertend wahrgenommen.

### Selbstbezeichnungen
Die Selbstbezeichnung der Samen ist Sámi („Sumpfleute“), Samit, Samek oder Sápmelaš aus der Ursprungsform šämä, das mit dem baltischen Wort žēme „Land“ verwandt ist.

### Fremdbezeichnungen
In der modernen nordischen Literatur wird norwegisch/schwedisch same oder finnisch saamelainen erst seit den 1960er-Jahren verwendet. Bis dahin wurde fast ausschließlich norwegisch finne (Plural finner), schwedisch lapp (lappar), finnisch lappalainen (lappalaiset), russisch lopar (лопарь, Plural lopari/лопари) verwendet. Das Norwegische Wort geht auf altnordisch finnr zurück und ist Kognat zu althochdeutsch fendo „Fußgänger“. Das Wort liegt der Benennung der Landschaft Finnmark zugrunde und wurde in der altnordischen Literatur auch in der Variante Skriðfinne verwendet.
Die Namen im Finnischen, Russischen und Schwedischen (auf die deutsch Lappe zurückgeht) stammen aus einer gemeinsamen Form, die als lop erstmals in einer russischen Chronik aus der Zeit um 1000 belegt ist. Bei einem nordischen Autor ist der früheste Beleg in den Gesta Danorum des Saxo Grammaticus als Landschaftsbezeichnung Lapponia (auf Latein) zu finden, entsprechend der heutigen Namen der Landschaft Lappland (schwedisch, finnisch Lappi, russisch Laplandija/Лапландия). Die Etymologie des Wortes Lappe ist verwirrend und nicht eindeutig geklärt. Möglicherweise liegt der Ursprung in einer Ableitung aus dem altfinnischen Wort lappe(e)a „Rand“, die sich zu einer Bezeichnung für ein „Randgebiet“ entwickelte. Der finnische Ausdruck lappalainen wurde demnach ursprünglich im Sinne von „Bewohner des Grenzgebiets“ von den die Samen nach Norden verdrängenden Finnen verwendet. Später kam eine geographische Fixierung auf die Provinzen im Norden Finnlands hinzu. Die Ähnlichkeit der nordgermanischen und deutschen Wörter lapp und Lappen („Lappen, Lumpen“) sieht Stachowski als zufällig an. Aus der Umwandlung des finnischen Landesnamens Lappia zu Lappland entstand viele Jahrhunderte später die Idee von der ursprünglichen Identität der beiden Wörter und damit die Ursache für die Assoziation einer Abwertung. 
Das Erstarken des samischen Identitätswillens nach Beendigung der sozialdarwinistischen Rassenpolitik führte im letzten Drittel des 20. Jahrhunderts dazu, die Exonyme in den nordischen Ländern offiziell zu meiden und stattdessen same oder samelainen zu verwenden, weil die Exonyme von vielen Samen als herabsetzend angesehen werden. In einigen schwedischen Dialekten ist „Lappe“ jedoch noch heute die Bezeichnung für Samen, die sich mit der Rentierwirtschaft beschäftigen. Verwenden Fremde den Ausdruck, wird dies allerdings als respektlos angesehen.

## Siedlungsraum

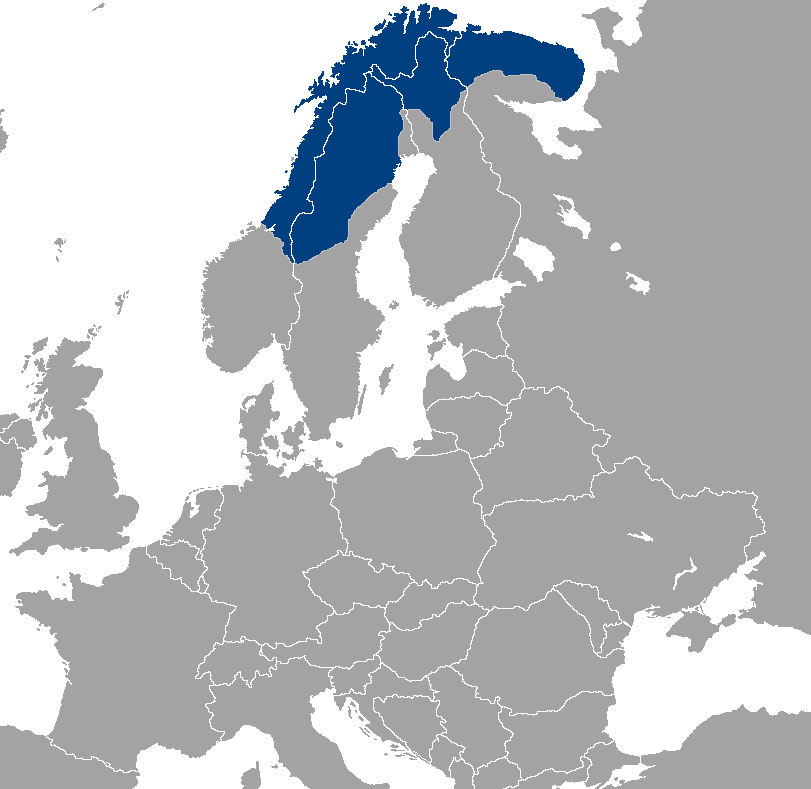
Sápmi – das Siedlungsgebiet der Samen

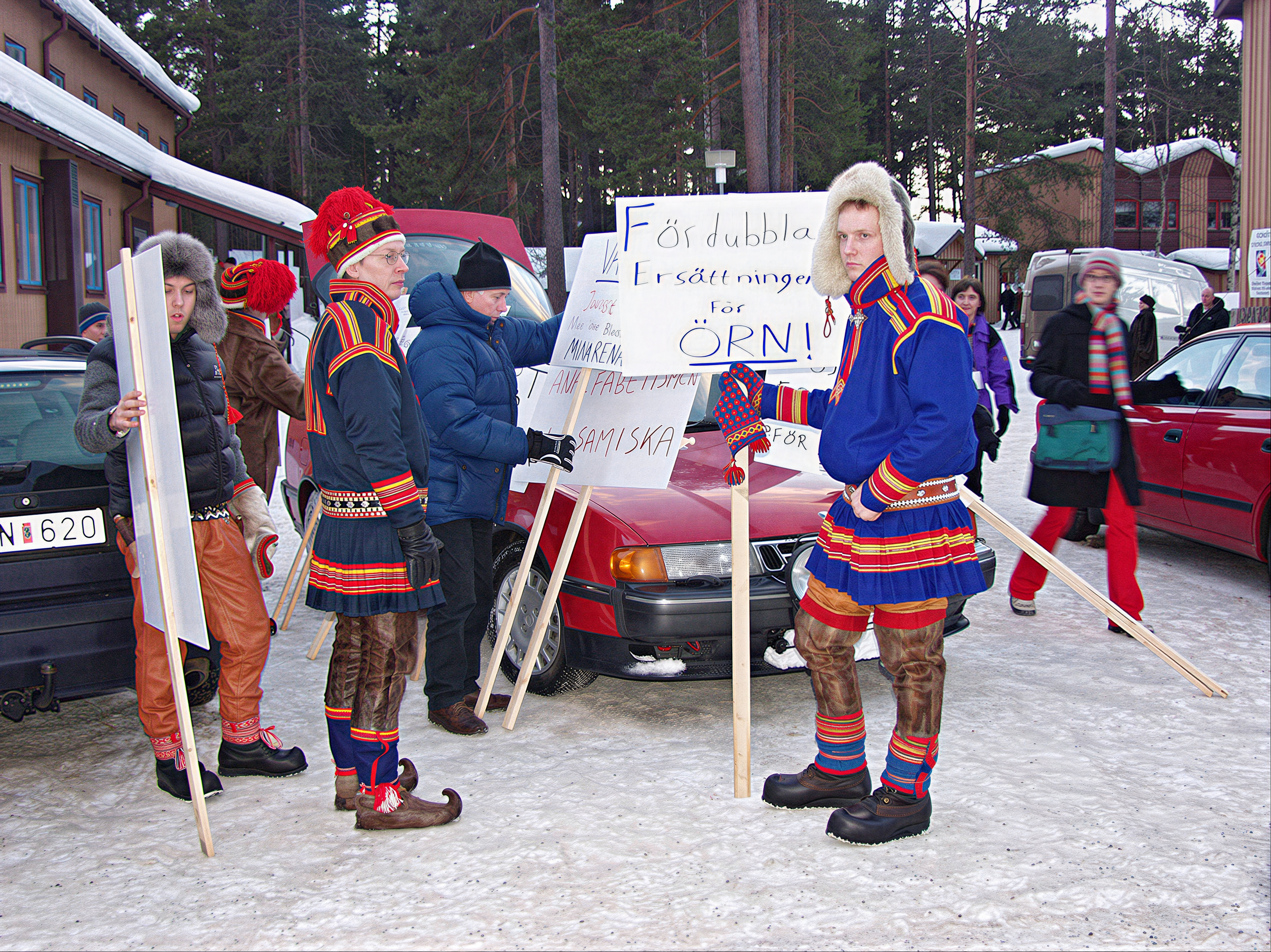
Protest samischer Rentierhüter in Jokkmokk, Schweden, gegen zu geringe Ersatzleistungen beim Verlust von Rentieren durch Raubtiere

Die rund 90.000 bis 140.000 Samen leben im Norden von Norwegen (60.000–100.000), Schweden (14.600), Finnland (9.350) und Russland (1.991). Das Siedlungsgebiet der Samen wird oft vereinfachend mit Lappland gleichgesetzt, geht aber über die Gebiete der gleichnamigen Provinzen Lappland in Schweden und Lapin Lääni in Finnland weit hinaus. Die Samen selbst nennen ihr Siedlungsgebiet Sápmi oder Same Ätnam.

## Geschichte

### Herkunft
Im Erscheinungsbild sowie nach Genuntersuchungen (u. a. von Cavalli-Sforza) weisen die Samen einige Merkmale auf, die sie deutlich von allen anderen Europäern unterscheiden, so dass ihre Herkunft seit jeher kontrovers diskutiert wird. Derzeit werden drei Hypothesen favorisiert:
- Eurasische Menschen kamen sehr früh nach der Eiszeit (10.000–5.000 v. Chr.) als erste Siedler nach Fennoskandinavien und lebten dort weitgehend isoliert für viele Jahrtausende (Diese Hypothese stammt bereits aus dem 17. Jahrhundert, ist aber nach wie vor populär).
- Eine Notsituation (z. B. Nahrungsmangel durch Klimaveränderungen) im 1. Jahrtausend v. Chr. führte bei den isoliert lebenden Stämmen durch Gendrift zur Ausprägung der typischen Merkmale der Samen.
- Nach den DNA-Untersuchungen von Cavalli-Sforza bilden die Samen genetisch den Übergang von den Europäern zu den Ostasiaten. Demnach überwiegt eine sehr lange isolierte europäische Genkomponente, während die zweite Komponente von uralischen Ethnien zu den sichtbaren ostasiatischen Merkmalen (z. B. Epikanthus-Falte, Haut und Haare) geführt hat, die zum Teil bei den Samen zu sehen sind.[25] Eine mögliche Erklärung dieser genetischen Disposition in Verbindung mit den finno-ugrischen Sprachen der Samen ist die Einwanderung samojedischer Völker, die den „Ur-Samen“ unter anderem die Domestikation des Rentieres als Last- und Zugtier beibrachten. Dabei wurde die Sprache der fortschrittlicheren Kultur übernommen.

Die Schlussfolgerungen aus den DNA-Analysen sind teilweise auf Kritik gestoßen:
- Die theoretischen und methodischen Prämissen, die Ergebnisse von DNA-Analysen auf vorhistorische soziale und kulturelle Verhältnisse anzuwenden, wurden zu wenig problematisiert.[26]
- Die heutige genetische Verteilung muss nicht mit der ethnischen und kulturellen Verteilung in vorhistorischer Zeit übereinstimmen.[27]
- Auch die Abweichung der mitochondrialen DNA von anderen Europäern wird bezweifelt.[28]
- Die behauptete Abweichung findet sich nicht in den genetischen Markierungen der männlichen Y-Chromosomen.[29]
- Die Auswahl der Probanden wird infragegestellt. Welche Prämissen führten zu deren Auswahl? Welche samischen Gruppen repräsentierten sie? Wurden sie aus einem als ursprünglich samisch angenommenen Siedlungsgebiet ausgewählt?[30]

### Vorgeschichte

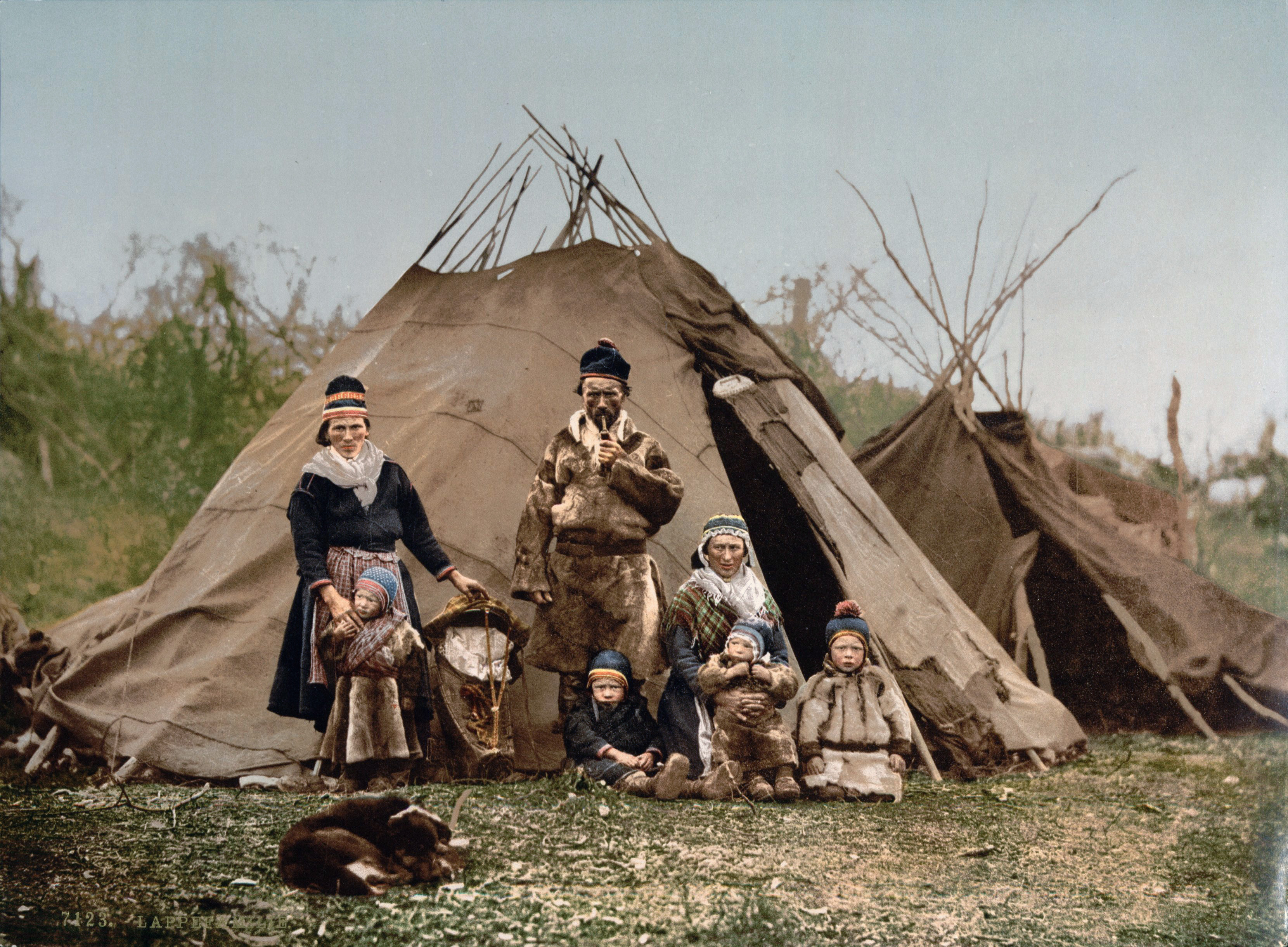
Samische Familie in Nordland, Norwegen, um 1900

Schon seit der Jungsteinzeit wohnten Menschen als Jäger, Sammler und Fischer in großen Teilen Fennoskandinaviens. Beweise dafür liefern rund 10.000 Jahre alte Funde, zum Beispiel Reste von Feuerplätzen oder Pfeilspitzen in Arjeplog. Es wurden auch 6.000 Jahre alte Felszeichnungen im nordnorwegischen Alta gefunden. Das Siedlungsgebiet dieser sogenannten Komsa-Kultur erstreckte sich vom Norden bis weit in den Süden Skandinaviens und bis zum Weißen Meer in Russland.
Der Beginn der Rentier-Domestikation in Nordeuropa wird in die Zeit zwischen 1800 und 900 v. Chr. datiert. Aus der Zeit von 1500 v. Chr. bis 300 n. Chr. haben Archäologen Asbestkeramiken gefunden, die bereits als ein Merkmal samischer Kultur interpretiert werden. Daneben wurden auch Fanggruben entdeckt. Mit Systemen aus mehreren Fanggruben wurden Elche und Rentiere gefangen.
Die erste bekannte mögliche Nachricht über das Nordvolk stammt von Tacitus, der sie 98 n. Chr. als Fenni bezeichnete. Der griechische Historiker Prokopios erwähnte 555 n. Chr. ein Volk, das er Skrithfinoi nannte. Skridfinnen hießen sie auch noch bei Paulus Diaconus im 8. Jahrhundert. Die Bezeichnung bezog sich auf Skier.

### Mittelalter

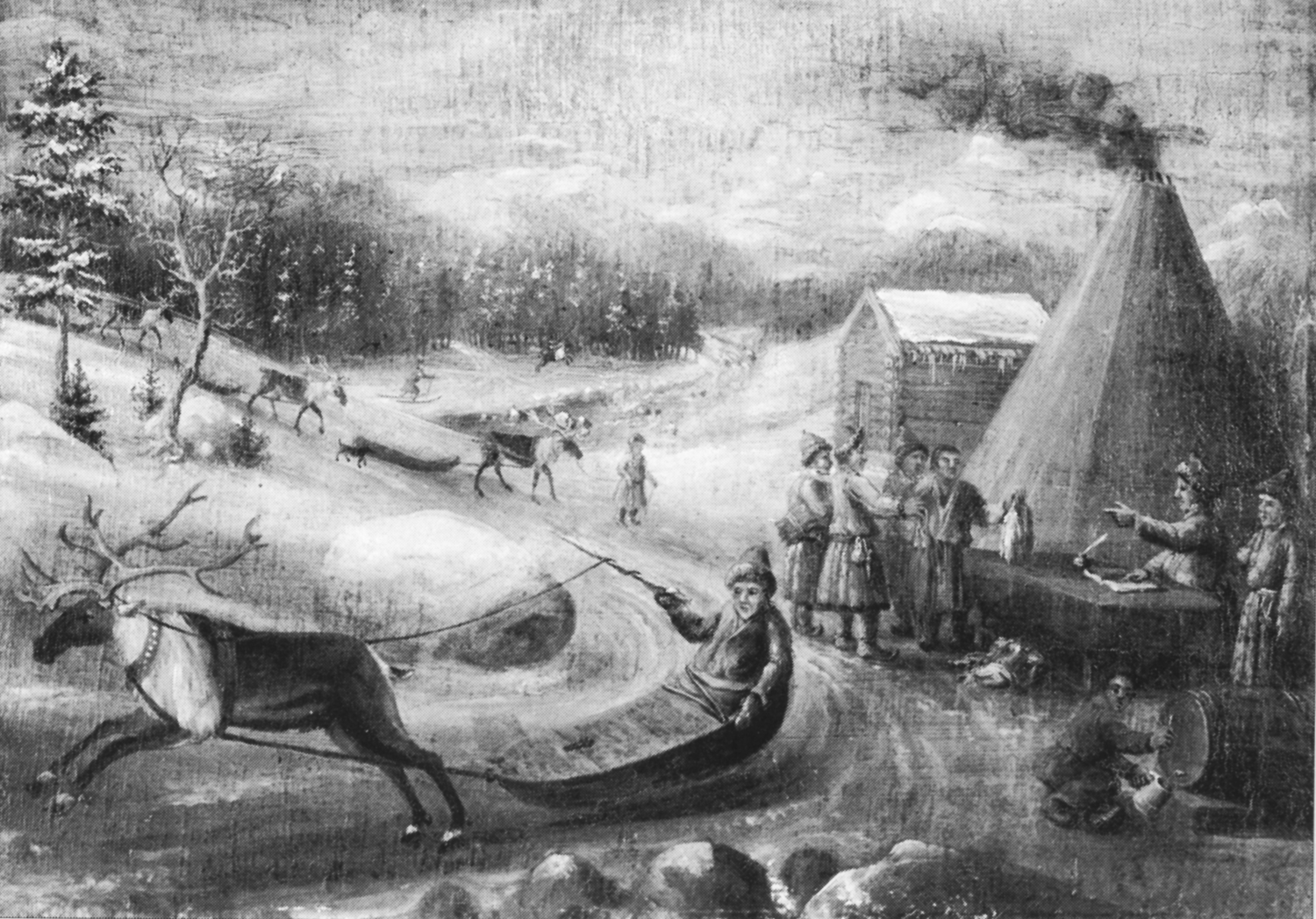
Jahrhundertelang lieferten die Samen Produkte ihrer extensiven Lebensweise wie Felle, Fische, Fleisch u. ä. an die Steuereintreiber der Kolonialherren ab.

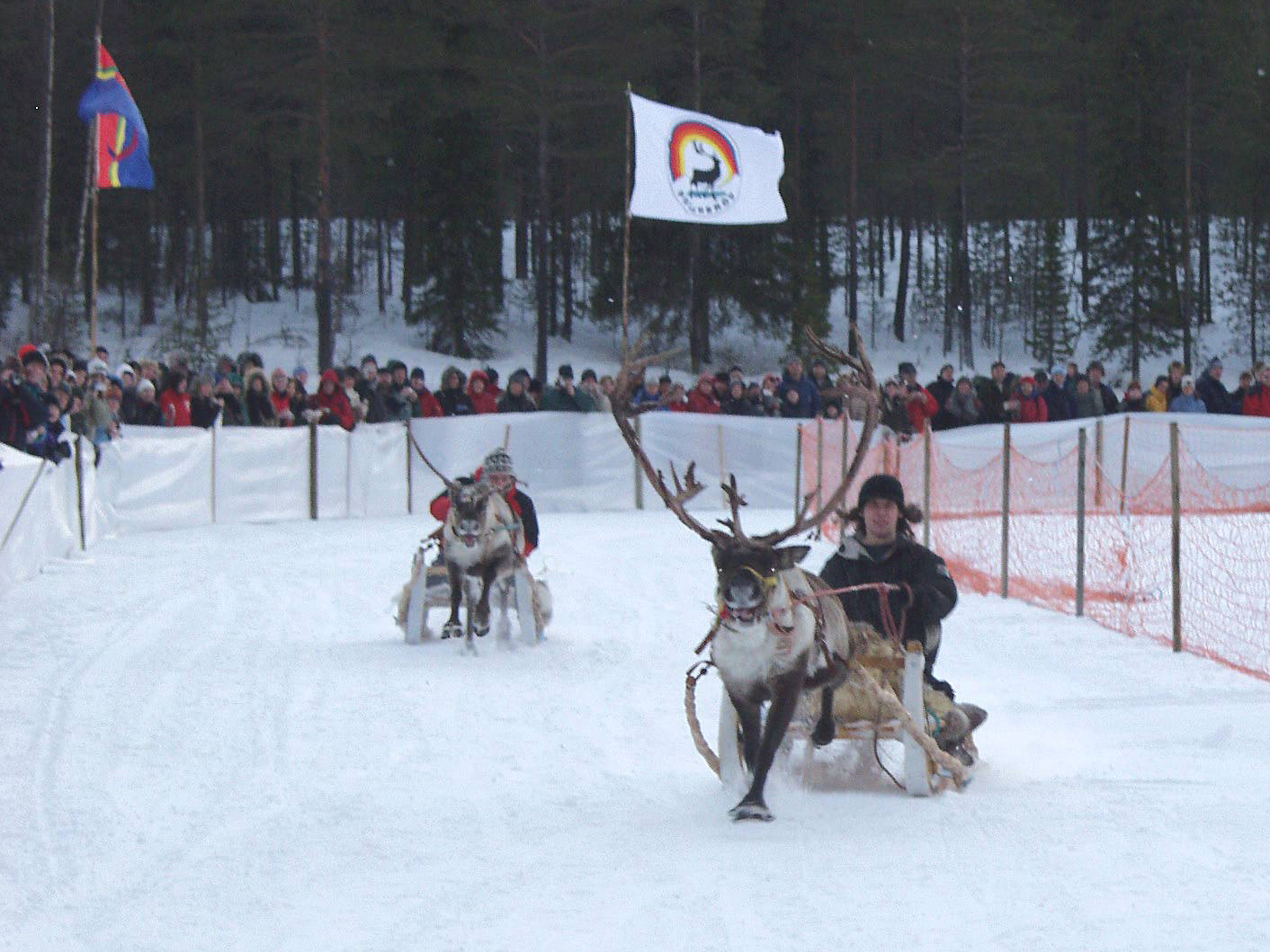
Noch heute sind Rentierschlittenrennen ein beliebter Sport der Samen.

Regelmäßige Kontakte zu den Samen sind für die norwegischen Wikinger seit dem 9. Jahrhundert belegt, unter anderem durch Ōhtheres Reisebeschreibung. Sie ließen sich an den nördlichen Küsten nieder, hielten dort Herden zahmer Rentiere und erhoben Steuern von den Ureinwohnern. Zu dieser Zeit erstreckte sich Sápmi noch über zwei Drittel der Fläche Fennoskandinaviens. In samischen Erzählungen wird erkennbar, dass es einen lang andauernden Konflikt mit den Wikingern gegeben haben muss. Darin begegnen die Samen ihren gewalttätigen Gegnern häufig mit List und Tücke, um Verluste zu minimieren. Darüber hinaus wurde jedoch ebenso Handel mit den Norwegern und den anderen Nachbarvölkern getrieben. Tierhäute und Felle wurden z. B. gegen Salz, Edelmetalle oder Metallklingen eingetauscht.
Im Laufe des Mittelalters begannen die damaligen nordeuropäischen Staaten Dänemark-Norwegen, Schweden-Finnland und Russland mit der Unterwerfung der Samen. Zuerst erhoben diese Staaten Steuern von den Einwohnern Lapplands, die in Form von Naturalien entrichtet werden mussten. Da die Staatsgrenzen im Norden noch nicht festgelegt waren, erhoben in weiten Teilen Lapplands gleichzeitig alle drei Staaten Steuern. Für Schweden übernahmen bis ins 16. Jahrhundert nordfinnische Händler – die so genannten „Birkarle“ (der Name leitet sich von bjór „Biber“ ab) – die Steuereintreibung treuhänderisch. Sie teilten das Samenland in Handelsdistrikte ein, die „Lappmarken“ genannt wurden und die viele Jahrhunderte Gültigkeit besaßen.
Seit dem 14. Jahrhundert entstanden in den nordnorwegischen und nordwestrussischen Küstenregionen erste Kirchen, und die Christianisierung der Ostsamen begann. Erste pomorrussische Siedlungen entstanden um 1430 an der nördlichen Küste des Weißen Meeres. Hundert Jahre später erreichten mehrere russisch-orthodoxe Missionare, darunter Theodoret von Kola und Tryphon von Petschenga, das Gebiet bis zum Nordkap und gründeten die ersten Klöster auf der Halbinsel Kola. Während der folgenden Jahrhunderte wurde ein Großteil der Ostsamen zum orthodoxen Glauben bekehrt.
So begann mit dem Ende des Mittelalters für die Samen die systematische Eroberung ihres Siedlungsgebietes durch die angrenzenden Nationen und ihre kulturelle Assimilierung.

### Frühe Neuzeit

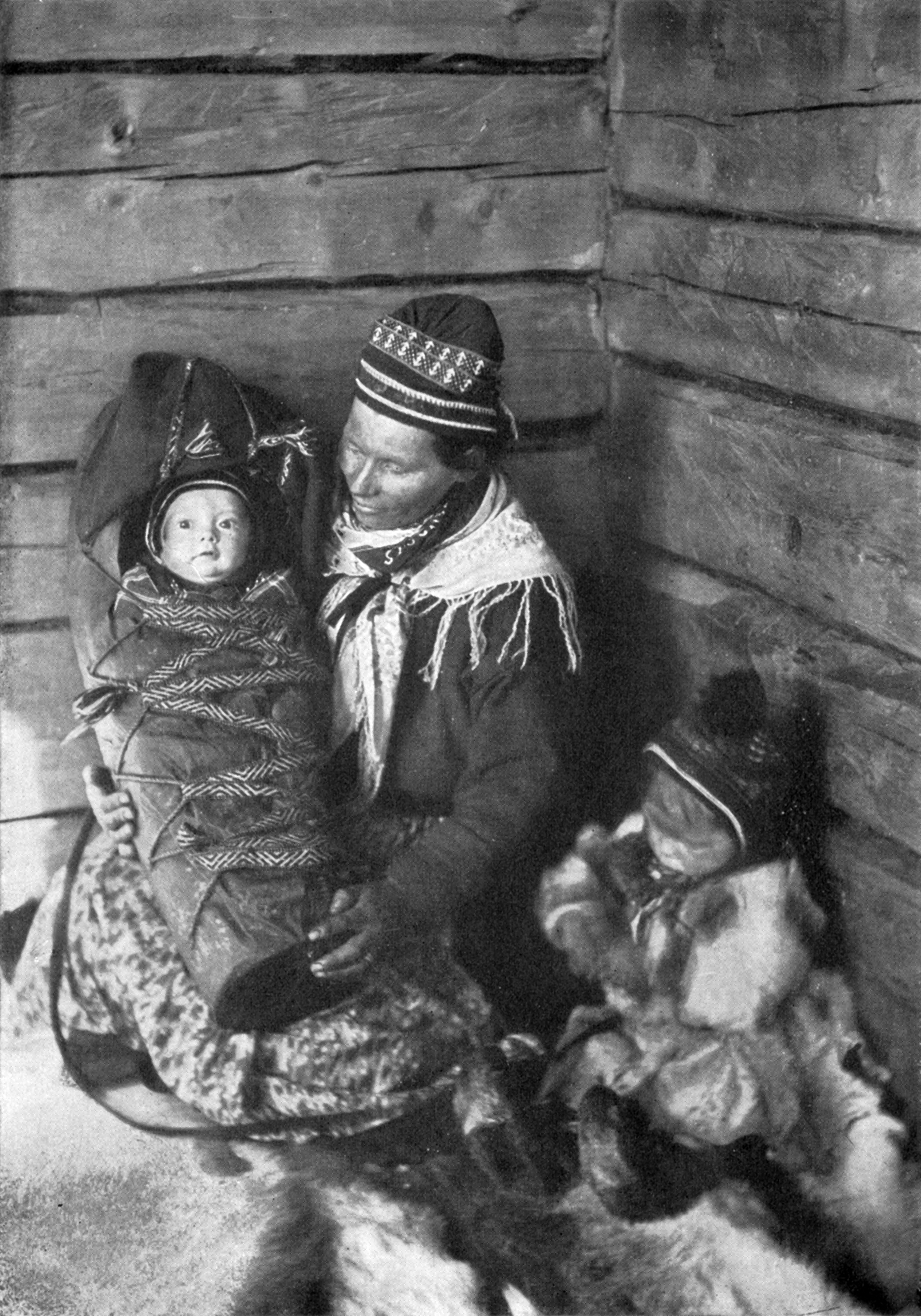
Mutter mit Säugling in samischer Tracht, Schweden, 1917

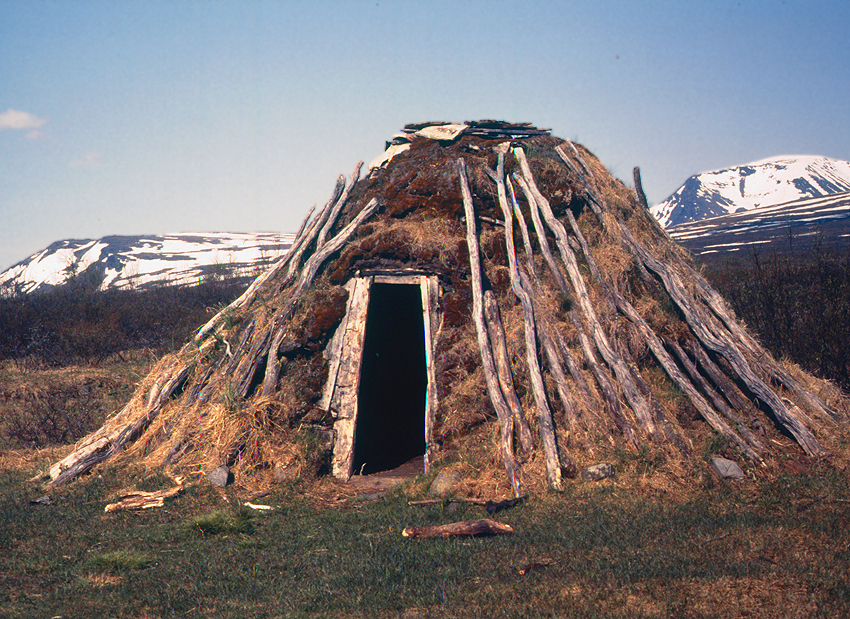
Kote im Nationalpark Sarek, Schweden, 1982

Zu Beginn des 16. Jahrhunderts wurden drei verschiedene Gruppen von Samen unterschieden: Die Bauern-Samen, die in Mittelnorwegen bis hin nach Süd-Troms im Norden lebten und meist Landwirtschaft betrieben; die See-Samen, die nördlich und östlich davon lebten, genauso ortsgebunden waren und vom Fischfang und der Jagd lebten; und die Fjällsamen in den Bergen und in der Finnmark. Letztere waren bis dahin ein nomadisch lebendes Jägervolk, das vor allem von der Jagd auf das Wildren lebte.
Heute gibt es in ganz Sápmi keine Wildrene mehr. Gezähmte Rentiere wurden zu dieser Zeit vorwiegend als Last- und Zugtiere verwendet, wenngleich es vermutlich bereits Herden zahmer Rene gab. Doch erst die Verpflichtung zur Zahlung hoher Abgaben und die Leistung verschiedener Zwangsdienste für die fremden Landesherren führte zur Ausweitung der Rentierhaltung als hauptsächliche Lebensgrundlage, wahrscheinlich seit den 1540er Jahren. Bis ins 18. Jahrhundert waren die Herden allerdings viel kleiner als heute.
Trotz der schwedischen Herrschaftsansprüche über die nördlichen Gebiete sicherte König Gustav I. Wasa (Reichsverweser bzw. König Schweden-Finnlands und weiterer schwedischer Reichsteile von 1521 bis 1560) den Samen gewisse Rechte zu. Zu Beginn des 17. Jahrhunderts, als Dänemark-Norwegen einerseits und Schweden-Finnland andererseits immer deutlicher ihre Ansprüche auf Lappland verfochten, nahm der Druck auf die Samen deutlich zu. Der schwedische König ersetzte die Birkarle durch eigene Steuervögte und ließ an traditionellen Handelspunkten Kirchdörfer errichten, an denen mindestens einmal jährlich ein Markt für die umliegenden Gebiete stattfinden sollte (z. B. in Lycksele, Arvidsjaur, Jokkmokk, Jukkasjärvi, Enontekiö oder Arjeplog). Diese Märkte dienten dem Staat zur Steuererhebung und als Gerichtsorte. Gleichzeitig setzte von dort die systematische Missionierung bzw. Christianisierung der Samen ein, die bis ins 19. Jahrhundert andauerte. Die alte Markttradition, bei der sich Samen aus der gesamten Nordkalotte einfinden, hat sich im Wintermarkt Jokkmokk bis heute erhalten. Um die Kontrolle über die Samen zu sichern, ersetzte der schwedische Staat die samischen Sippenverbünde, die Siida, durch eine Neueinteilung in sogenannte Sameby, Lappendörfer (Karte).
Im Jahr 1635 wurde auf dem Nasafjäll (Nordschweden) eine Silbermine eröffnet. Die Samen wurden gezwungen, das Erz abzubauen und zur Küste zu transportieren. Auch in anderen Gebieten Sápmis entstanden Bergwerke mit versklavten Samen. 1673 begann die Kolonisation des schwedischen Teils Lapplands: Die Regierung schickte Siedler in die Gebiete der Samen und gab ihnen das Recht, das Land ungeachtet der Bedürfnisse der Samen zu nutzen und von ihnen Abgaben zu fordern. Durch die unkontrollierte Jagd, die die Siedler im Süden Sápmis betrieben, gingen die Tierbestände rapide zurück. Bei der samischen Bevölkerung kam es zeitweise zu Nahrungsknappheit und Hungersnöten. Viele Sami der Waldgebiete verdingten sich bei den Schweden als „Gemeindelappen“, die für allerhand Aufgaben im Wald herangezogen wurden. Viele der weiter nördlich lebenden Waldsamen ließen sich selbst als Siedler registrieren. Auf diese Weise sicherten sie sich ihren Landbesitz, verloren allerdings das Recht zur Rentierwirtschaft.
1695 wandelte der schwedische König, Karl XI., die vormalige Naturalien-Kopfsteuer in eine kommunale Geldsteuer um. Zudem mussten die Samen Winterwege pflegen und Transporte für Beamte und Händler durchführen. Die Zeit für den Nahrungserwerb wurde dadurch knapper, und viele Samen verarmten. Andere flohen nach Norwegen. Von 1720 bis 1729 wurde ein Teil der schwedischen Samen in für sie vorgesehene Gebiete umgesiedelt.
1751 schlossen die Königreiche Dänemark-Norwegen und Schweden einen Grenzvertrag, den Vertrag von Strömstad. In diesem Vertrag wurde ein Zusatz vereinbart, das sogenannte Lappen-Codicil (auch als Sami Magna Carta bezeichnet). Er regelte die Jagdrechte der Siedler und der Samen und gewährte den Samen das jederzeitige Grenzübertrittsrecht. Faktisch blieben die Samen jedoch weiterhin benachteiligt.
1732 unternahm der schwedische Naturforscher Carl von Linné (1707–1778) eine Lapplandreise. Bis dahin wurden die Ureinwohner Lapplands als primitives Volk von Magiern mit niedriger Moral geschildert; Linné dagegen stellte sie als unschuldiges Naturvolk dar, das ein Opfer der Unterdrückung durch die Zivilisation geworden war. Dadurch wandelte sich das Image der Lappen in den Städten. Dennoch wurden weiterhin Kultstätten der Samen und ihre heiligen Trommeln zerstört. Die Christianisierung wurde bereits seit Ende des 17. Jahrhunderts so radikal, dass hin und wieder Samen, die sich nicht zum Christentum bekehren lassen wollten, zum Tode verurteilt wurden. 1755 wurde das Neue und 1811 das Alte Testament zu Missionszwecken in die samische Sprache übersetzt.

### Ab dem 19. Jahrhundert

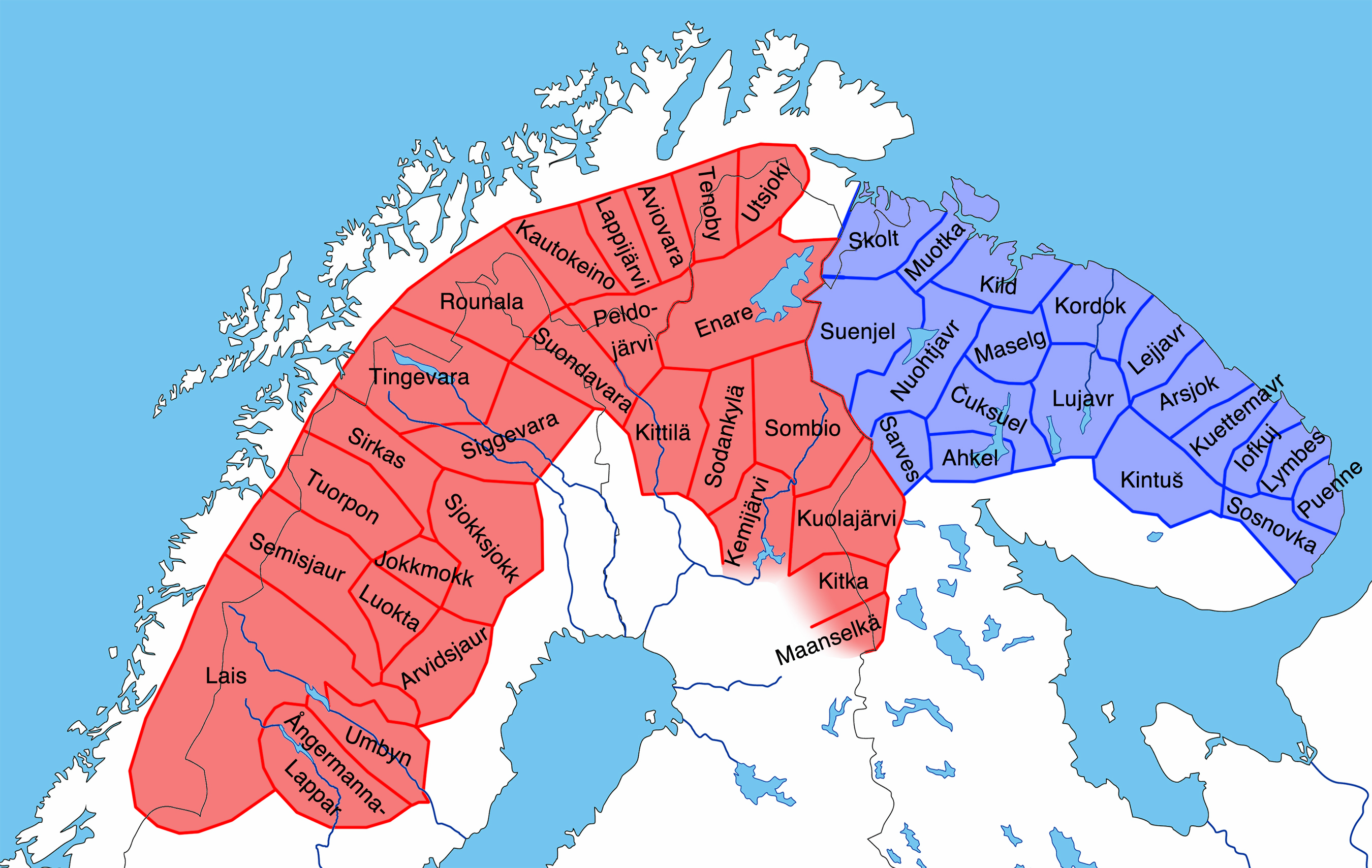
Samebyar – entstanden aus den ursprünglichen lokalen Gemeinschaften (Siida)

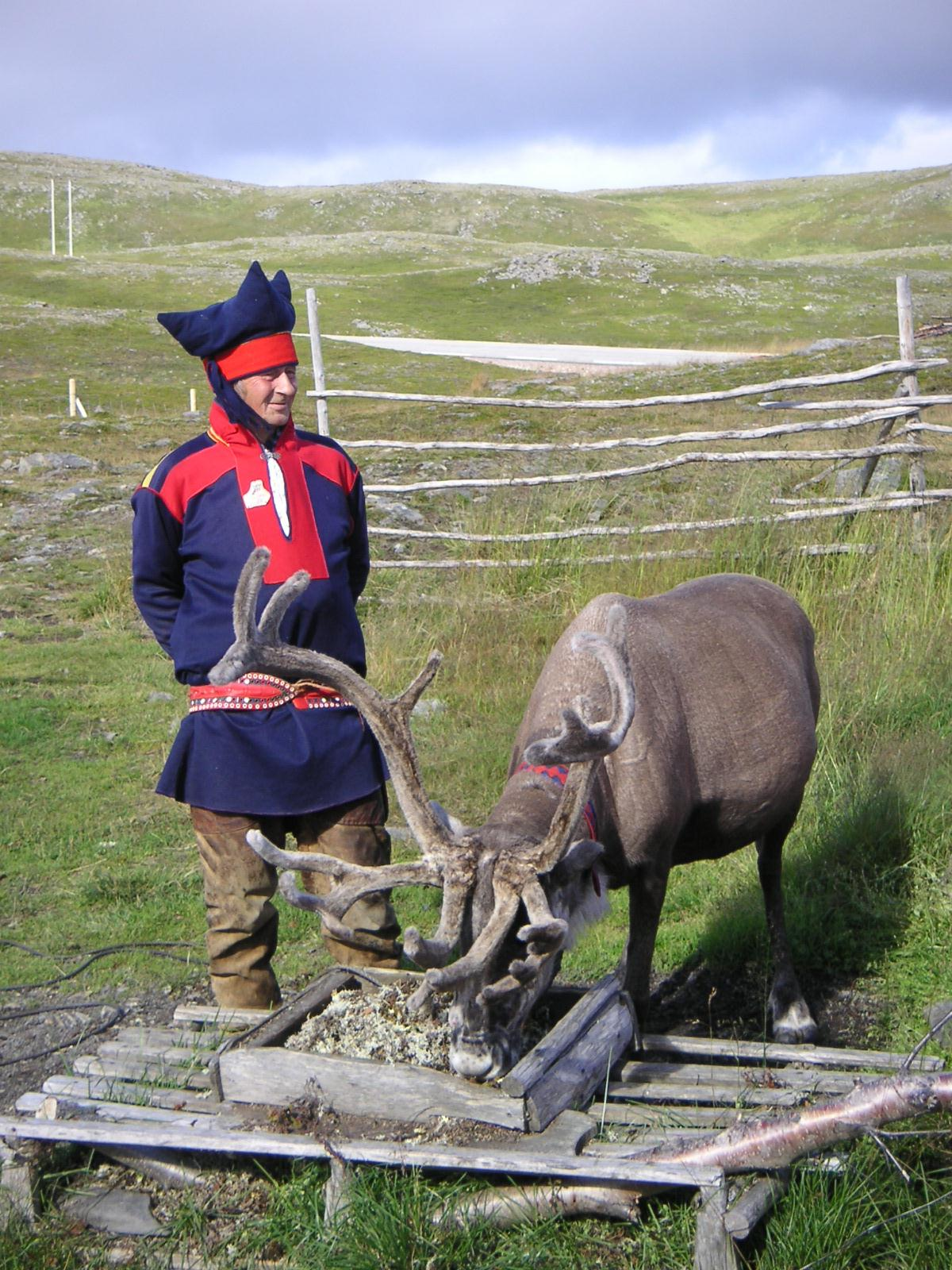
Ein Same mit Rentier in Nordnorwegen

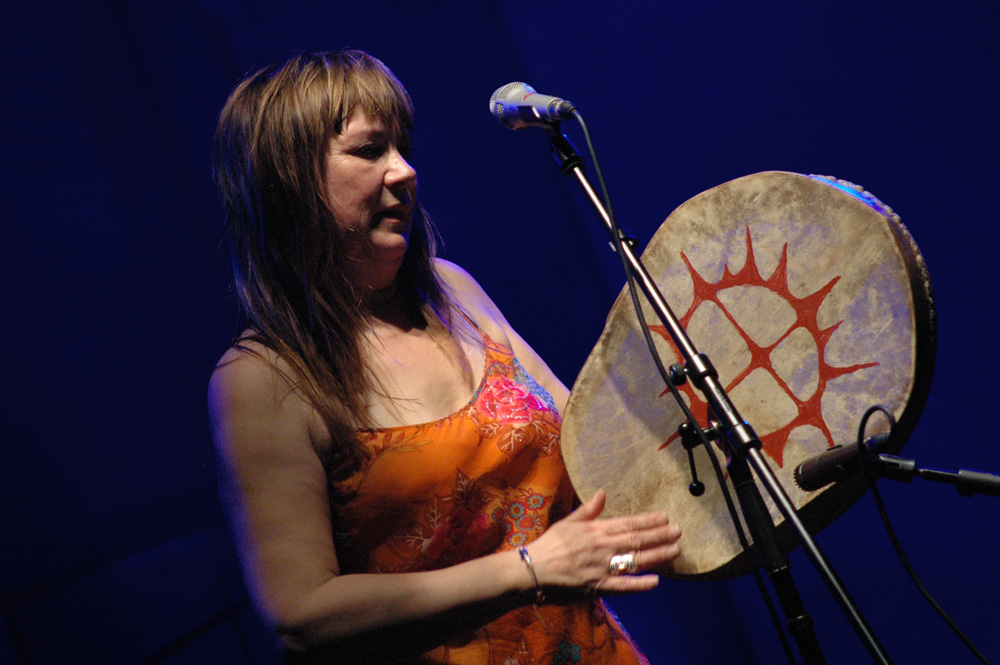
Die samische Sängerin Mari Boine aus Norwegen

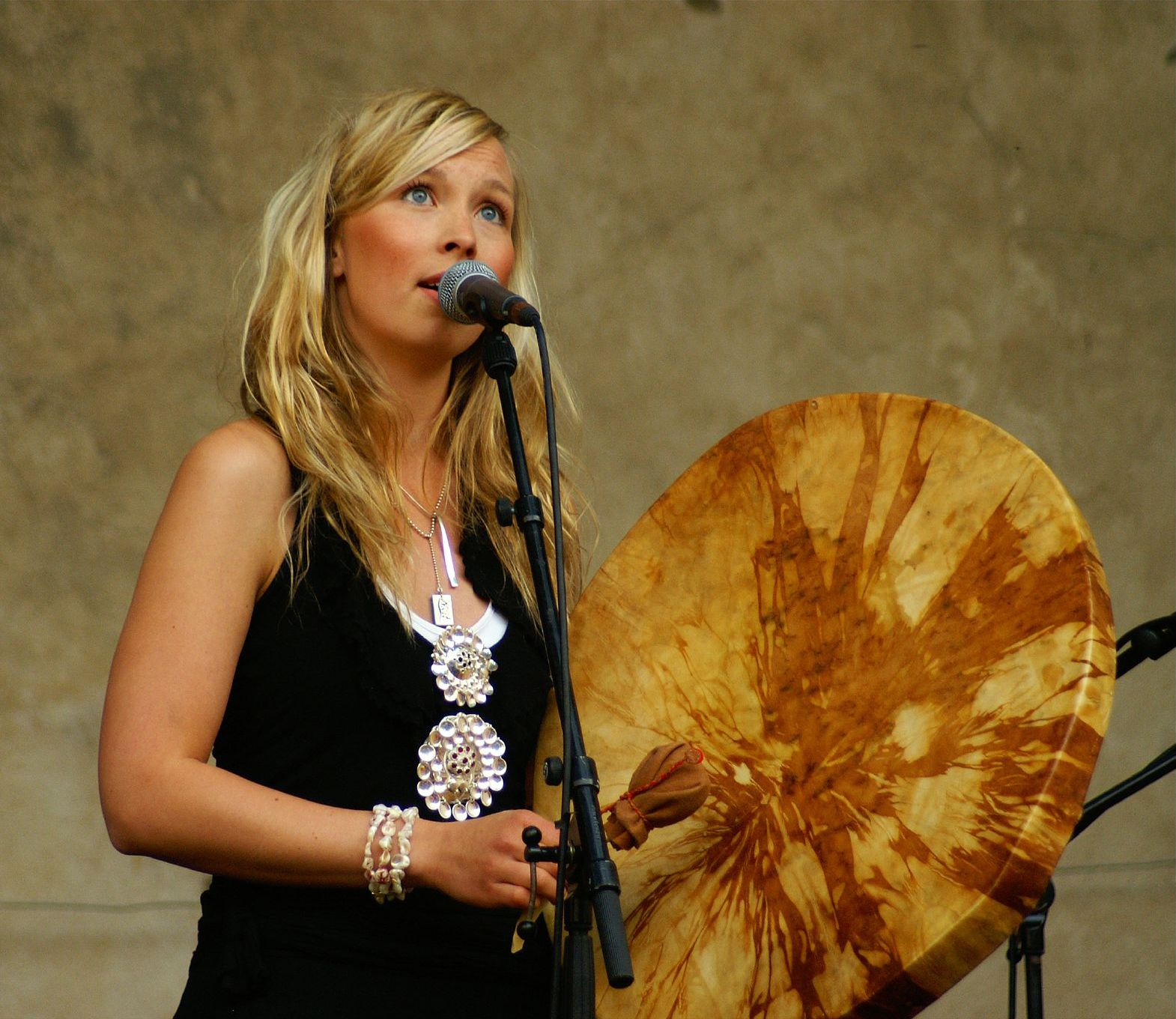
Die samische Sängerin Sofia Jannok aus Schweden

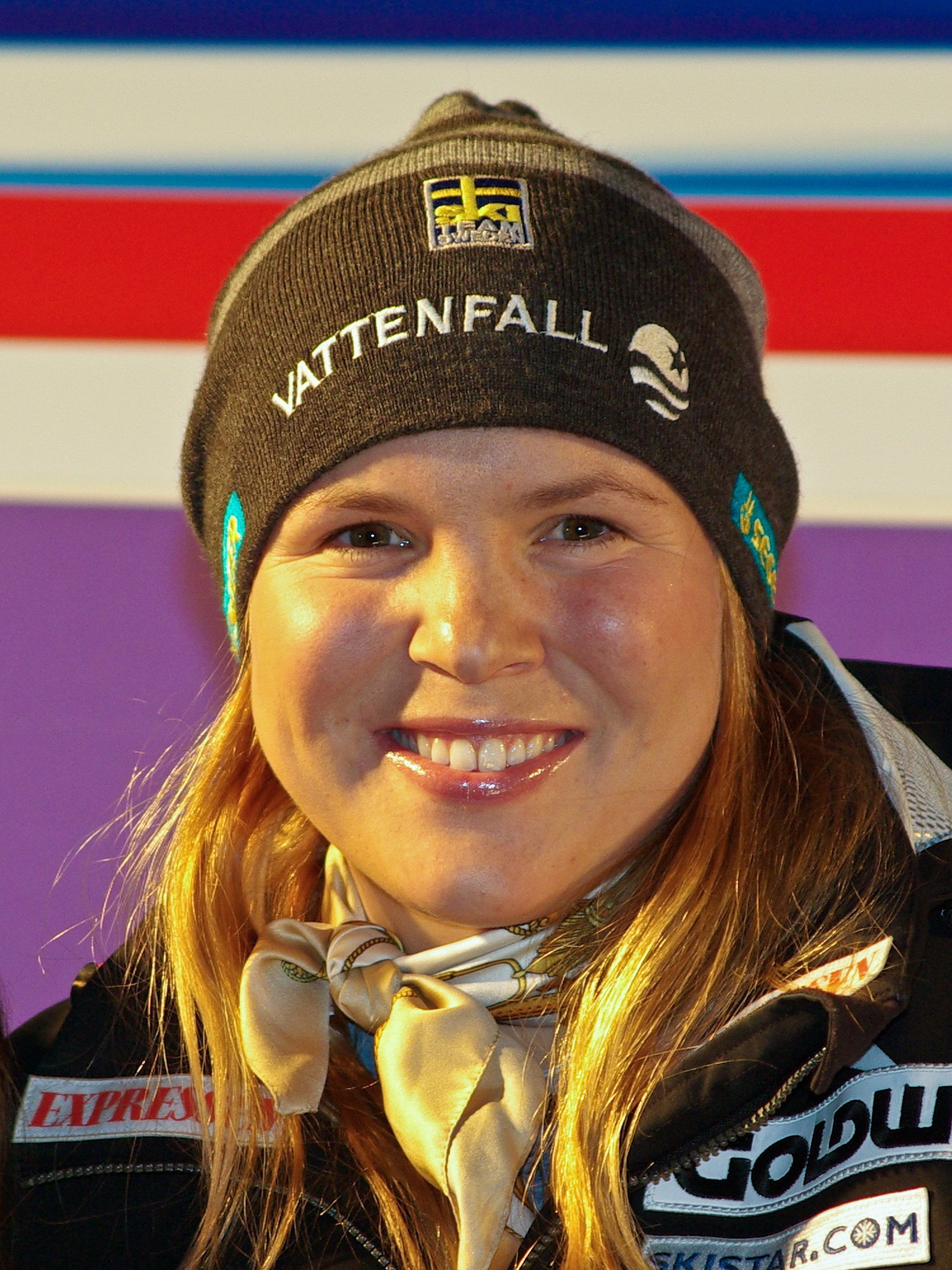
Die samische Skirennläuferin Anja Pärson aus Schweden

Aufgrund der immer elenderen sozialen Verhältnisse, in denen Samen lebten, kam es 1852 zu einer gewalttätigen Auseinandersetzung in Kautokeino in Nordnorwegen. 35 Samen, Anhänger der laestadianischen Erweckungsbewegung, kamen in den Ort, um „Krieg gegen die Unbußfertigen“ zu führen. Zwei Bewohner wurden getötet und einer misshandelt, worauf der Aufstand gewaltsam niedergeschlagen wurde. Zwei der Anführer wurden zum Tode verurteilt und im Herbst 1854 enthauptet.
Im Lauf des 19. Jahrhunderts wurden die Jagdrechte der Samen eingeschränkt, was eine weitere Verschlechterung der Lebensbedingungen bewirkte. 1888 begannen der Eisenerzabbau in Kiruna und Gällivare (Nordschweden) und der Bau der schwedischen Erzbahn von Luleå nach Narvik. Eine Folge war die zunehmende Verdrängung der Samen aus angestammten Gebieten und die Veränderung ihrer Kultur durch die wachsende Industrie und den aufkeimenden Tourismus.
Nach der Formulierung der Darwinschen Evolutionstheorie verfestigte sich in den skandinavischen Ländern die Vorstellung, die Samen seien ein niedriger entwickeltes Volk, weiter. Um ihre Benachteiligung zu mildern, legte Schweden um 1870 die Festlegung  „Fjäll-Anbaugrenze“ fest, die von Nord nach Süd durch Sápmi verlief und das Fjäll westlich der Grenze für die samische Rentierhaltung reservierte. Die Anwendung der neuen Bestimmung scheiterte jedoch vielerorts, doch ist diese Grenzlinie noch heute auf schwedischen Landkarten verzeichnet.
Vom Ende des 19. Jahrhunderts bis in die 1920er Jahre vertraten die Regierungen Norwegens und Schwedens die Auffassung, die „Samenrasse“ müsse bevormundet werden, da sie nicht in der Lage sei, eine höhere Kulturstufe einzunehmen. Die Samen wurden dergestalt „beschützt“, dass unter anderem sogenannte Nomadenschulen einrichtet wurden, in denen samische Kinder auf einfachem Niveau unterrichtet wurden; zudem wurde den Samen verboten, in „richtigen“ (rechteckigen) Häusern zu wohnen. Gleichzeitig wurde in allen vier Ländern (Norwegen, Schweden, Finnland, Russland) die Verwendung der samischen Sprachen in den Schulen verboten. In Norwegen durfte Land nur noch an Norwegisch sprechende Personen verkauft werden. 1922 führte das staatlich-schwedische Institut für Rassenbiologie eine „Lappenuntersuchung“ durch, die belegen sollte, dass Rassenvermischungen zum Verderb der Gesellschaft führten. Zudem kam es in den 1920er und 1930er Jahren zu Zwangsumsiedlungen großer Samengruppen aus dem nördlichsten Teil Schwedens in südlichere Gegenden.
Auf Initiative der norwegischen Samin Elsa Laula fand am 6. Februar 1917 in Trondheim erstmals eine länderübergreifende Konferenz der Samen Norwegens, Schwedens und Finnlands statt. Seither betrachten die Samen diesen Tag als Nationalfeiertag Sápmis. Trotzdem blieben sie noch lange eine benachteiligte Minderheit. Norwegen und Schweden erkannten nur diejenigen als Samen an, die sich vollberuflich der Rentierwirtschaft widmeten. Die übrigen Samen wurden zur Anpassung an die norwegische bzw. schwedische Sprache und Kultur genötigt.
Der Umgang mit den Samen in den von Russland beherrschten Territorien unterschied sich nicht wesentlich von dem in Norwegen und Schweden. Nachdem seit Beginn des 18. Jahrhunderts in mehreren Kriegen Schwedens Vormachtstellung im Ostseeraum beschnitten worden war (Großer Nordischer Krieg, Krieg der Hüte, schließlich die napoleonischen Koalitionskriege und der Russisch-Schwedische Krieg), wurde Finnland 1809 als Großfürstentum Finnland in das Zarenreich integriert. Ab 1868 siedelte die zaristische Regierung Komi und Nenzen auf der bislang ausschließlich von Samen bewohnten Kola-Halbinsel an und gewährte ihnen Steuerfreiheit, um den russischen Einfluss und die Russifizierung des Gebietes sicherzustellen. Bis heute erkennbar sind bereits aus dieser Zeit stammende russische Einflüsse auf das Kunsthandwerk der Kola-Samen.
In den 1920er Jahren wurden im sowjetrussischen Samen-Gebiet erstmals Schulen eingerichtet, um die sowjetische Ideologie und Lebensweise auch dort zu verbreiten. Die samische Sprache wurde zu diesem Zweck verschriftlicht und eine Kampagne gegen den Analphabetismus geführt. So wurden in den frühen 1930er Jahren mehr als 200 Kinder in ihrer samischen Muttersprache unterrichtet. Der Unterricht in Sekundärschulen fand hingegen auf Russisch statt.
In den 1930er Jahren wurden die Herden der Samen im Zuge der allgemeinen sowjetischen Landwirtschaftspolitik zwangskollektiviert und Rentier-Kolchosen gebildet. Das hatte zur Folge, dass die Samen nicht mehr frei umherziehen konnten, sondern in festen Siedlungen leben mussten. Seit den 1940er Jahren wurde der Lebensraum der Samen durch den Bau von Staudämmen, Kanälen, Industrie- und Militäranlagen auf der Kola-Halbinsel stark eingeengt, viele Siedlungen wurden verlegt.
Von der Mitte des 20. Jahrhunderts weiteten sich im Norden Skandinaviens Erzabbau, Straßenbau, Wasserkraftgewinnung, Forstwirtschaft und Tourismus erheblich aus; die Auswirkungen auf die Rentierwirtschaft der Samen waren erheblich. Selbst die Einrichtung schwedischer Nationalparks war mit Einschränkungen der traditionellen Lebensweise der Samen verbunden.
Ab den 1940er Jahren wurde namentlich in Schweden die sozialdarwinistische Ideologie des 19. Jahrhunderts aufgegeben; die Wahrnehmung der Samen als eigenständige nationale Minderheit begann sich durchzusetzen. 1952 ging in Schweden das erste Radio von und für Samen auf Sendung; in Norwegen entstand 1984 in Karasjok ein eigenes Hörfunkstudio namens Sámi Radio. 1956 gründeten Samen aus Finnland, Norwegen und Schweden als gemeinsame politische Interessenvertretung den Nordischen Samenrat. Die entscheidende Voraussetzung für eine Verbesserung der samischen Lebensbedingungen kam in Norwegen in den 1960er Jahren, als das Recht der Samen, ihre eigene Kultur aufrechtzuerhalten, von der norwegischen Regierung offiziell anerkannt wurde. An den Schulen wurde Samisch zur Unterrichtssprache, und es wurden neue Einrichtungen geschaffen, wie etwa das samische Museum in Karasjok und ein Kulturzentrum für die Südsamen. Von da an erkämpften die Samen der drei westlichen Staaten Lapplands, Norwegen, Schweden und Finnland, Schritt für Schritt mehr Rechte. 1991 bekamen auch die Kola-Samen Zugang zum Nordischen Samenrat.

## Politische Entwicklung
Siehe Hauptartikel: Sápmi
Dennoch ist auch die jüngste Geschichte der Samen – insbesondere der verbliebenen 15 Prozent Rentierhalter – von großen Problemen gekennzeichnet. In den 1970er-Jahren plante Norwegen die Wasserkraftnutzung des Alta-Canyons in der Finnmark, die zum Alta-Konflikt führte. In Zusammenarbeit mit Umweltschützern und Menschenrechtsorganisationen klagten die Sami gegen Norwegen.
Als sich 1986 die Katastrophe von Tschernobyl ereignete, wurden 73.000 Rentiere südlich des Polarkreises radioaktiv verseucht. Die Regierungen versprachen Entschädigungen, die jedoch weit niedriger ausfielen als benötigt.
Im Jahr 1990 ratifizierte Norwegen als erstes Land Nordeuropas und Stand 2019 als einziges Land des samischen Siedlungsgebietes die ILO-Konvention 169 über die verbindlichen Rechte der Urbevölkerungen.
Im Jahr 2000 wurde ein samischer Nationalfonds in der Höhe von 75 Millionen norwegischen Kronen (ca. 10 Mio. Euro) eingerichtet. Er soll zur Stärkung der samischen Sprache und Kultur verwendet werden und als Entschädigung für die durch Unterdrückung verursachten Schäden und Ungerechtigkeiten dienen.
2003 schloss die EU mit Norwegen einen Vertrag zur Verwertung der Bodenschätze der Finnmark ohne Beteiligung der Samen.
In Finnland gab es Ende 2005 besonders heftige Auseinandersetzungen zwischen Rentierhütern, dem Samischen Rat und Greenpeace auf der einen Seite und Metsähallitus sowie Stora Enso auf der anderen Seite. Dabei ging es um den Holzeinschlag für die Papierproduktion.
In Russland gibt es keine Möglichkeit, die Weiden zu pachten; das hinderte die Behörden jedoch nicht daran, genau solche Pachten an russische Jagdgesellschaften zu vergeben, und auch Wilderer sind ein Problem im Gebiet der Sami. Wenn sich Rentierhalter wehren, werden sie schikaniert, zum Beispiel durch Anklage als Wilderer.
Im August 2021, genau ein Jahr nach der öffentlich verkündeten Absichtserklärung, nahm die norddeutsche Aurubis Abstand von einem milliardenschweren Bauprojekt zur Errichtung einer Kupfermine auf samischem Gebiet. Der norwegisch-samische Politiker Runar Myrnes Balto ging daher von einem endgültigen Ende des Gemeinschaftsprojektes mit dem norwegischen Bergbauunternehmen Nussir ASA aus. Dies wäre ein bedeutender Erfolg der Forderungen zur Erhaltung des Lebensraumes des indigenen Volkes.

### Samische Parlamente
In Norwegen, Schweden und Finnland gibt es samische „Parlamente“ (Sameting), die als Selbstverwaltungsorgane der Samen dienen sollen, aber keine legislative (gesetzgeberische) Funktion haben, sondern vielmehr als Interessenvertreter der Samen auf kommunaler Ebene auftreten. 
Nur in Schweden ist die Stellung der samischen Selbstverwaltungsorgane hinsichtlich ihrer Befugnisse jener der Kommunen in Deutschland vergleichbar. So können sie beispielsweise Eingriffe in die Weidegebiete der Rentiere (z. B. durch Wasserbauprojekte) verhindern, wenn auch eventuell nur zeitweise. Die Beschlüsse der samischen Selbstverwaltung können überstimmt werden, wenn übergeordnete Interessen oder Gesetze ihnen entgegenstehen.

## Religion

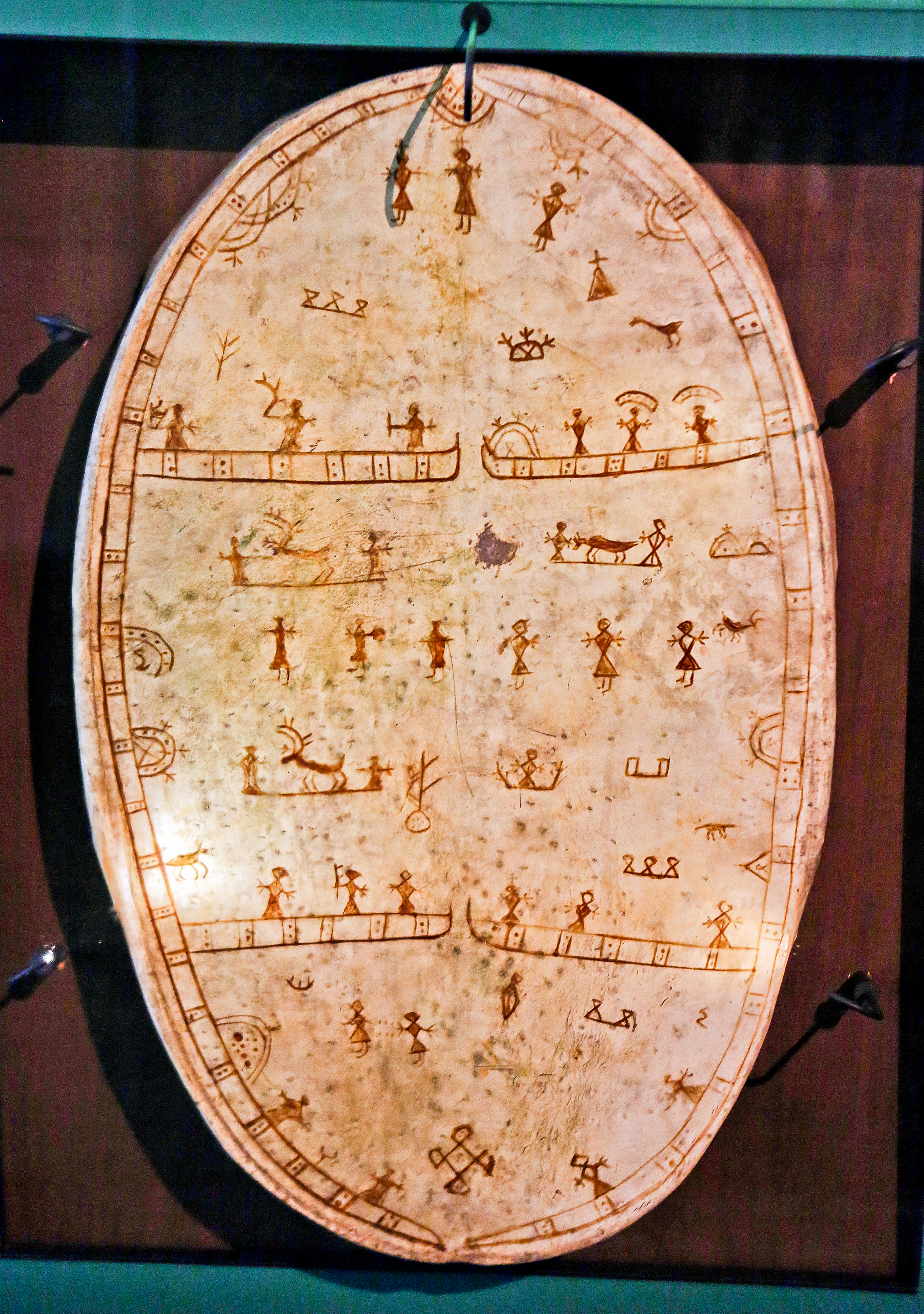
Samische Schamanentrommel

Die ursprüngliche Religion der Samen bis zur Christianisierung gehört zum klassischen Schamanismus/Animismus der zirkumpolaren Völker, die alle Erscheinungen in der Natur als beseelt betrachten und die den Kontakt zur Geisterwelt über einen Schamanen suchen. Die Lulesamen nannten diesen einflussreichen Mittler „Noajde“. Mit Hilfe seiner heiligen Trommel (Gievriej: eine Rahmentrommel, auch „Zaubertrommel“ genannt), dem Joik-Gesang und verschiedener bewusstseinserweiternder Praktiken (Meditation, ekstatische Trance, bestimmte Körperhaltungen) ging er auf „Seelenreise“ in die Geisterwelt, rief tote Verwandte oder Tiergeister. Er war jedoch nicht nur Mittler und Priester, sondern ebenso Seelsorger und Arzt. Die Tatsache, dass die Nachbarvölker bis ins 17. Jahrhundert Furcht vor den Noajden und ihrer Magie hatten, zeigt deren machtvolle Stellung in der samischen Gesellschaft.
Typisch für die alte samische Religion war die bereits erwähnte, mit verschiedenen Götter- und Natursymbolen bemalte Trommel, die im Glauben der Menschen die ganze Welt darstellte. Nicht nur die Noajden, sondern jede Familie besaß früher eine solche Trommel, mit deren Hilfe sie die Zukunft vorherzusagen suchte. Für diese Orakelfunktion wurde ein „Zeiger“ (Stück Horn, Messingring o. ä.) auf das Trommelfell gelegt und die Trommel geschlagen. Der Weg des Zeigers und das Motiv, auf dem er liegenblieb, wurden gedeutet.
Den allgegenwärtigen Naturphänomenen wurde große Ehrfurcht entgegengebracht, wobei die gesamte Erde als lebenspendende Muttergöttin betrachtet wurde. Die Sonne, die als Schöpfergott Biejve genannt wurde, schuf die Götterfamilie, die wiederum die Erde und alle Wesen schufen. Bedeutende Götter der Samen sind z. B. Bieggaolmaj, der Gott der Winde und Lejbolmej, der Gott der Tiere. Die Samen bezeichnen sich noch heute als Volk der Sonne und des Windes. Besonders heilig waren Kraftorte (Siejdde) wie Höhlen, markante Felsgruppen oder Quellen, wo den Göttern Opfer dargebracht wurden. Die Kraftorte galten zudem als Zugänge in die Unterwelt Sájvva, die als Paradies mit stattlichen Menschen, die große, gesunde Rentierherden besaßen, angenommen wurde. Geopfert wurden vor allem junge Rentiere, aber auch der als heilig geltende Bär, der als Bote zwischen Göttern und Menschen galt. Die Bärenjagd war daher eine rituelle Handlung, die mit großem Respekt durchgeführt wurde. Der sámische Bärenkult ist heute noch besonders bei den Skoltsamen teilweise erhalten.
Die Christianisierung, die bereits im 14. Jahrhundert einsetzte, war unvereinbar mit der traditionellen Religion, die schließlich 1609 von König Christian IV. verboten wurde. Neben der Verbrennung der Trommeln und dem Verbot des Joikens wurden auch gewaltsame Exempel an den Schamanen statuiert. Ab der Mitte des 18. Jahrhunderts galten die Samen als offiziell evangelisiert. Dennoch wurde die ethnische Religion mancherorts noch bis zur Mitte des 19. Jahrhunderts offen praktiziert.
Mit dem Aufblühen der laestadianischen Erweckungsbewegung verschwand die alte Religion im Untergrund. Lars Levi Laestadius, dessen Mutter eine Samin war, predigte die christliche Lehre bibelgetreu und anwendungsorientiert. Doch vor allem die ekstatischen Zusammenkünfte und einige Elemente, die an die alte Religion erinnerten, verhalfen seiner Bewegung zum Durchbruch unter den Samen. Der Laestadianismus hat heute noch Anhänger.
Seit das Selbstbewusstsein der Samen in der letzten Hälfte des 20. Jahrhunderts langsam wieder erstarkte, kommt es hier und da zu einer Rückbesinnung auf die alte Religion. In den Zeitungen kursieren hin und wieder Berichte über Rituale an den traditionellen Opferplätzen oder gefundene Götterfiguren. Die religiöse Symbolik erfreut sich zunehmender Beliebtheit im Kunsthandwerk. Mit dem norwegischen Schriftsteller Ailo Gaup (1944–2014) bezeichnete sich erstmals wieder ein Same als Schamane. Er musste allerdings zu Schamanen anderer Völker in die Lehre gehen, da die samische Religion nur noch fragmentarisch überliefert ist. Gaup verstand sich dennoch als ihr Bewahrer. Er war Verfasser von Kurzgeschichten und Gedichten und betrieb in Oslo eine kleine neo-schamanistische Praxis. Der in der neuheidnischen Szene bewanderte Autor Manfred Böckl sieht Anzeichen für eine „echte Renaissance“ der samischen Religion in Sápmi.

## Kultur

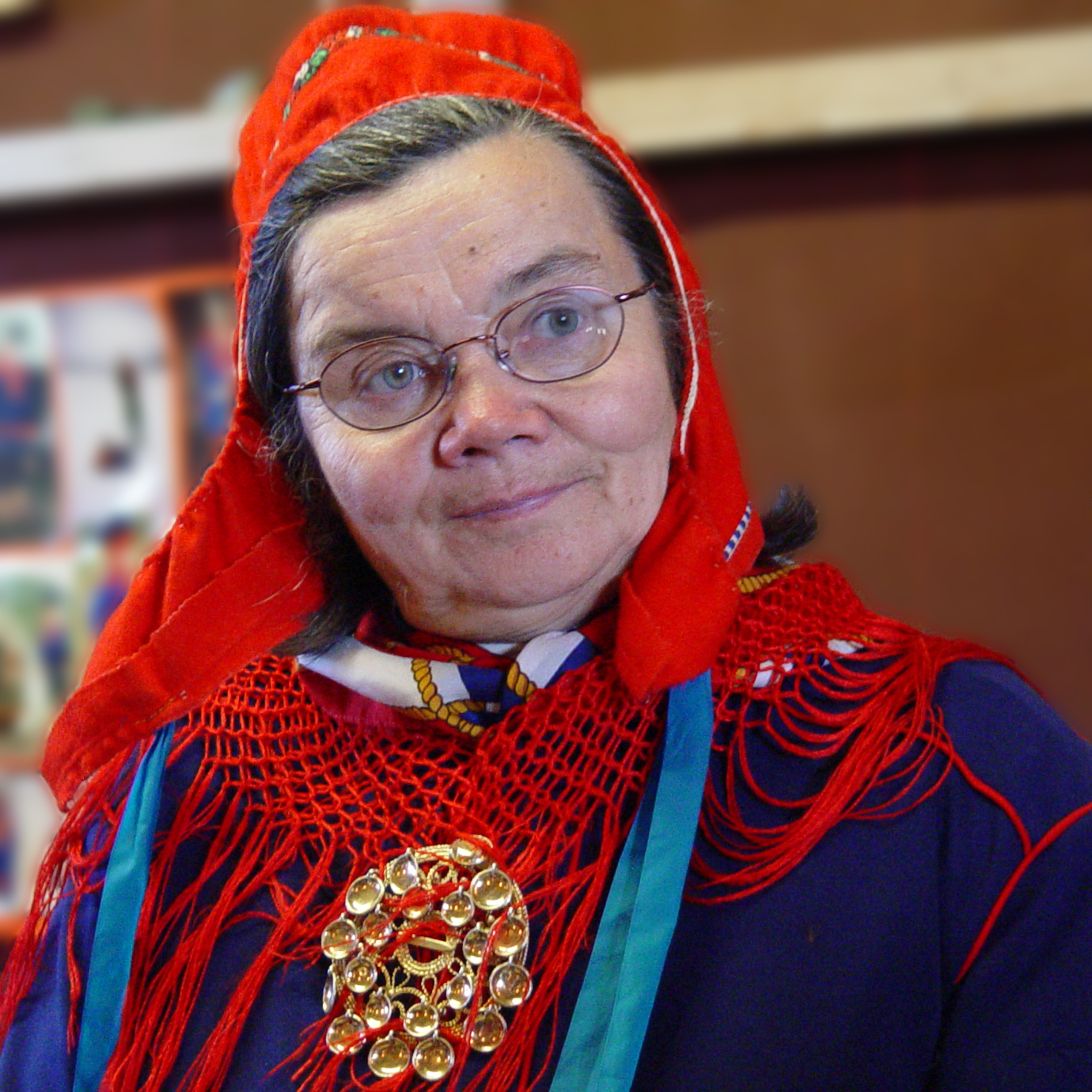
Samin in traditioneller Tracht

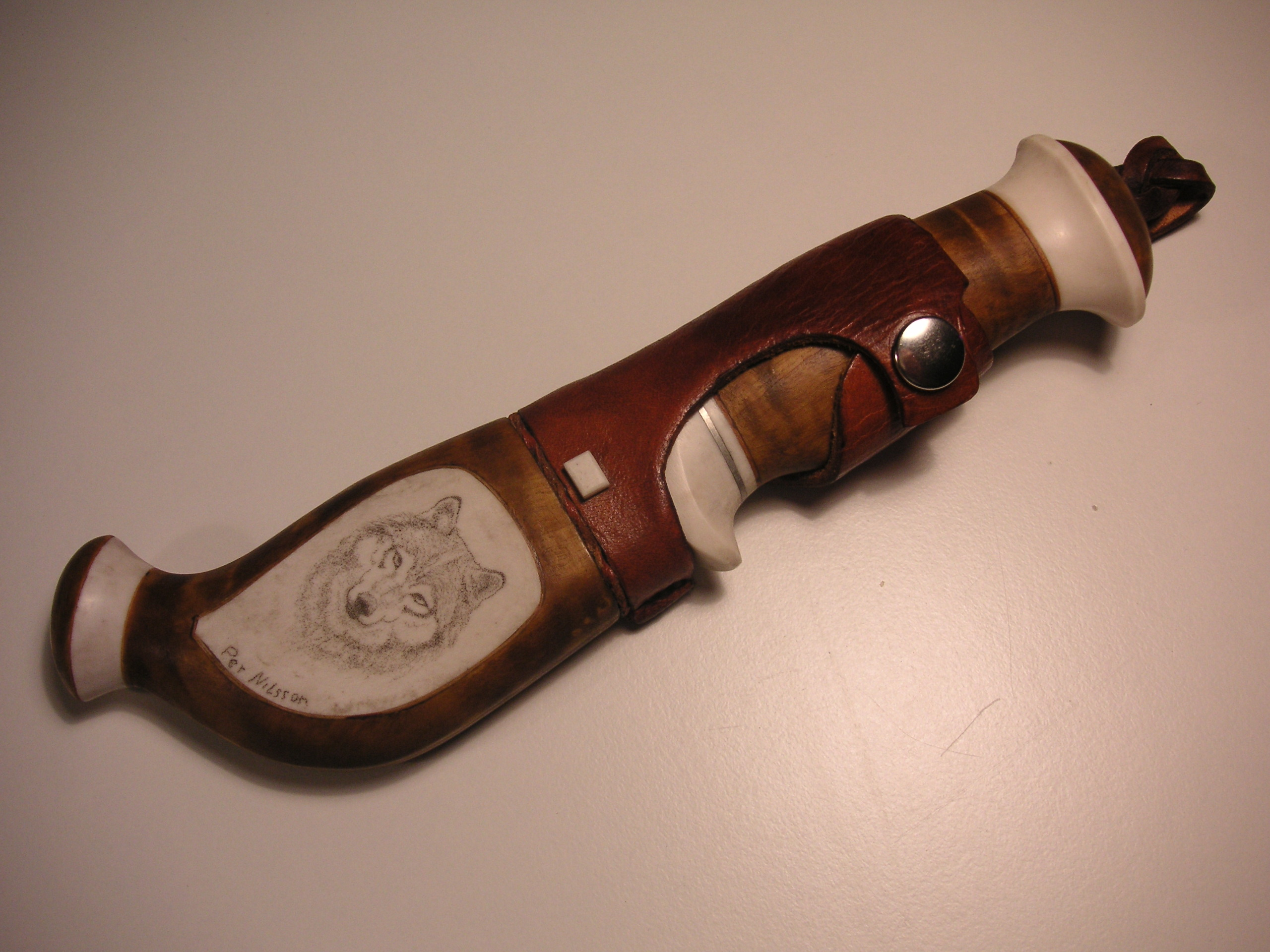
Ein Messer von Per Nilsson

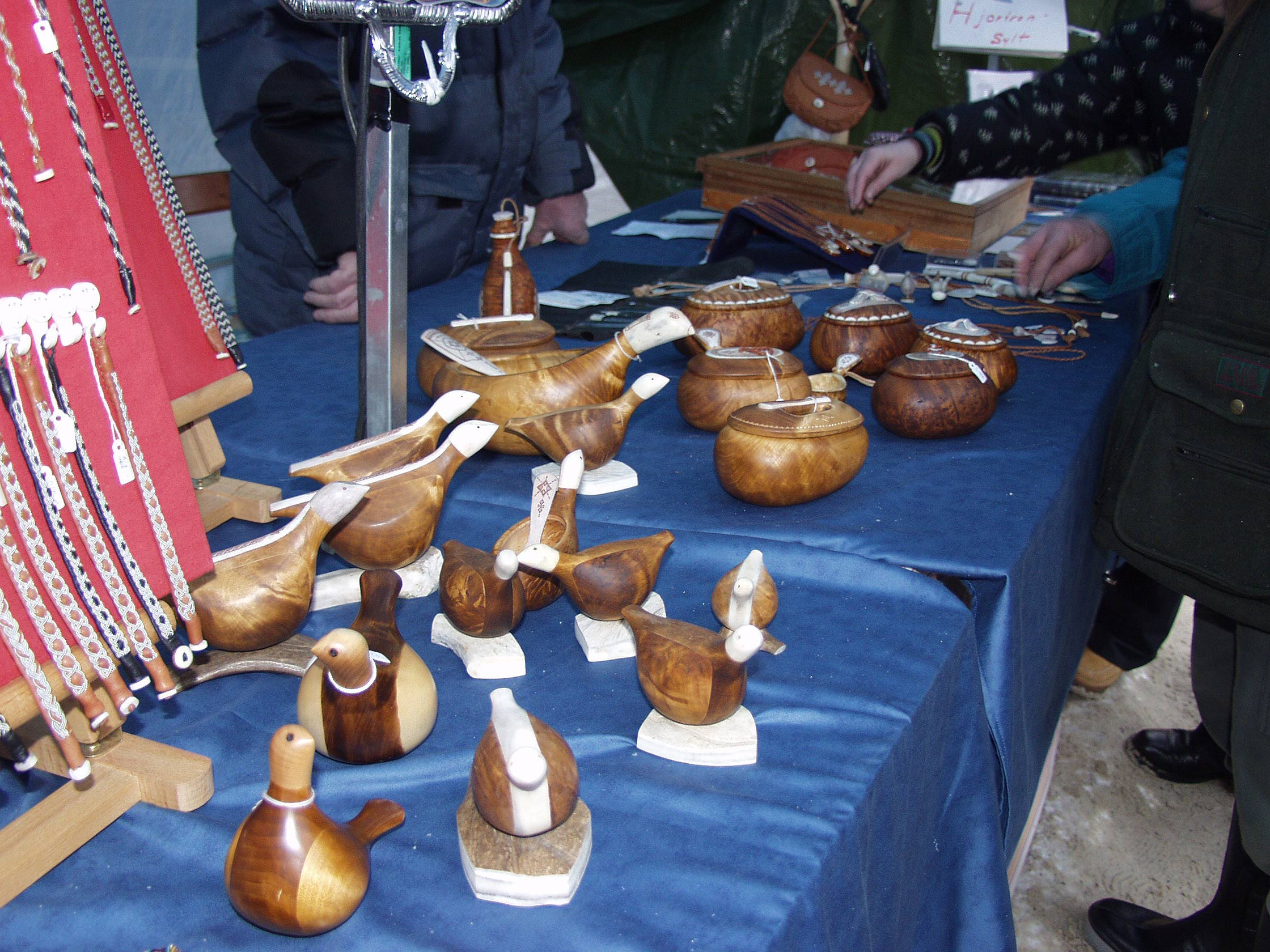
Samisches Kunsthandwerk

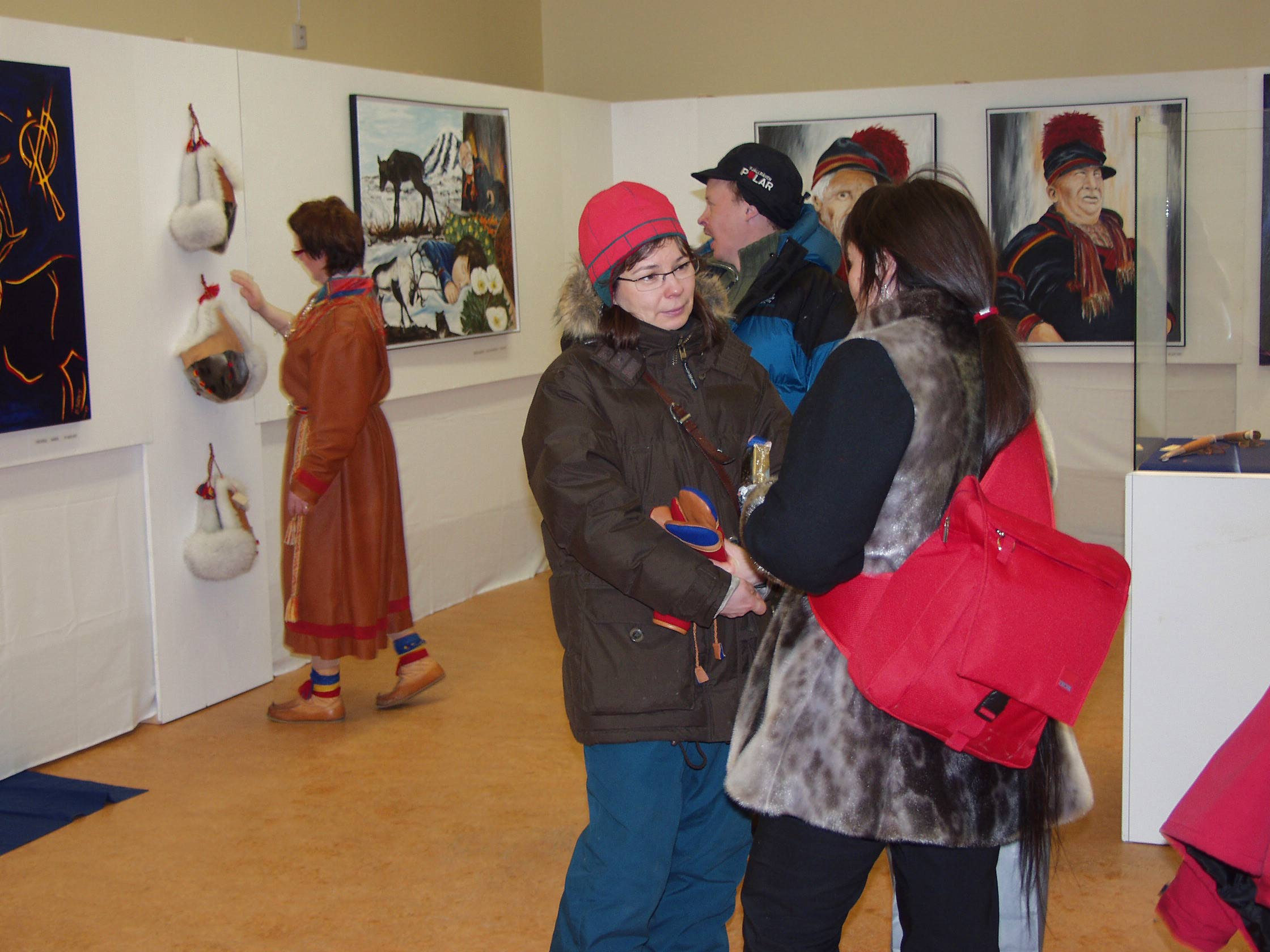
Kunstausstellung in Jokkmokk, Schweden

Die Samen werden aufgrund ihrer ursprünglich halbnomadischen Rentierwirtschaft zum Kulturareal „Sibirien“ gerechnet.
Die wohl bekannteste kulturelle Errungenschaft der Samen ist der Ski, der bereits vor 4.500 Jahren benutzt wurde. Berühmt sind die Samen darüber hinaus für ihr Kunsthandwerk, genannt Duodji, bei dem vor allem verschiedene Holzarten, Birkenrinde, Zinn, Horn und Leder verarbeitet werden. Viele zeitgenössische samische Künstler beziehen auf diesem Wege ein Nebeneinkommen, da die sorgsam verarbeiteten Objekte im typisch samischen Stil – insbesondere Messer, Holzschalen, Schmuck und Schnitzereien – hohe Preise erzielen.

### Symbole
Die 1986 eingeführte Flagge der Samen wurde von Astrid Båhl entworfen. Ein weiteres Symbol ist die Nationalhymne Sámi soga lávlla, deren 1906 geschriebener Text aus der Feder des Lehrers und Politikers Isak Saba stammt.
Der 6. Februar gilt als der Nationaltag der Samen.

### Goahti
Die traditionellen Behausungen der Samen heißen Goahti. Im deutschen Sprachraum werden sie Koten genannt. Sie werden in Zeltkoten, Torfkoten und Holzkoten unterteilt.

### Bekleidung
Die traditionelle Bekleidung der Sami besteht aus Lederschuhen mit hochgezogener Spitze, bunten Schuhbändern, Lederhose, dem Kolt (nordsamisch gákti) – ein kittelähnliches Oberteil mit Schößchen –, einem Brustschmuck oder Halstuch und einer Mütze. Vor allem an der Machart des Koltes und der Mütze lässt sich die Zugehörigkeit zu einer bestimmten Gegend erkennen. Der älteste Koltfund ist rund 6.000 Jahre alt. Bis zur frühen Neuzeit bestand die gesamte Kleidung aus Leder. Anschließend wurde dazu übergegangen, verstärkt Stoffe zu verwenden, vor allem schweren, gewalkten Wollstoff, der uni gefärbt wurde. Blau symbolisiert den Himmel und ist in den meisten Gegenden die dominierende Grundfarbe. Gelb steht für die Sonne, Rot für das Feuer und Grün für die Erde. Diese Farben finden sich auch in der Flagge Sápmis wieder. Die Tracht wird heute fast nur noch bei Festlichkeiten getragen und ist aus dem Alltag nahezu überall verschwunden. In jüngster Zeit erleben die Trachten und Elemente der traditionellen Kleidung jedoch eine Renaissance bei der samischen Jugend.

### Speisen
Typische Speisen der Sami sind Suovvas (gesalzenes, geräuchertes und getrocknetes Rentierfleisch in verschiedenen Zubereitungsformen), Gáhkko (Fladenbrot) und Juobmo (gekochter Sauerampfer mit Milch und Zucker) und auch das Rückenmark des Rentieres.

### Joik
Zur Kultur der Samen gehört auch die Pflege des einzigartigen Joik, eines Gesangsstils, der an eine Mischung aus Jodeln und indianischen Gesängen erinnert. Er ist die einzige traditionelle Musikform der Samen und bestand früher aus einem Sologesang ohne instrumentale Begleitung, dem ein Text oder bedeutungslose Silben zugrunde lagen. Als melodische Unterstützung kam nur gelegentlich das Blasinstrument fadno hinzu, das aus dem grünen Stängel der Arznei-Engelwurz herausgeschnitten wird. Das Joik-Repertoire wird in die vier Kategorien Lieder über Menschen, Tiere, Landschaften und neuerdings über technische Errungenschaften eingeteilt.
Joiken ist ein Spontangesang, der zum emotionalen Ausdruck von Stimmungen und Situationen verwendet wird. Das Joiken gehört u. a. zum Repertoire der zurzeit bekanntesten samischen Musikerin, der in Norwegen geborenen Mari Boine. Zudem joikt die ebenfalls aus Norwegen stammende samische Performance-Künstlerin Sara Margrethe Oskal. Die Finnin Ulla Pirttijärvi und die Schwedin Yana Mangi verwenden den Joik in Verbindung mit modernen Instrumenten. Ein anderer bekannter samischer Musiker ist der in Finnland geborene Wimme Saari. Alle vier mischen die traditionellen Lieder ihrer Vorfahren mit modernen Elementen und Rhythmen und werden deswegen auch gerne den so genannten Weltmusik-Künstlern zugerechnet. Der in Finnland gebürtige Nils-Aslak Valkeapää († 2001) hingegen sang seine Joiks auf die althergebrachte Weise seines Volkes, überwiegend ohne zusätzliche musikalische Begleitung. Die Folk-Metal-Band Korpiklaani spielte unter ihrem früheren Namen Shaman größtenteils Lieder im Joik-Stil, gepaart mit modernen Rockelementen.

### Literatur

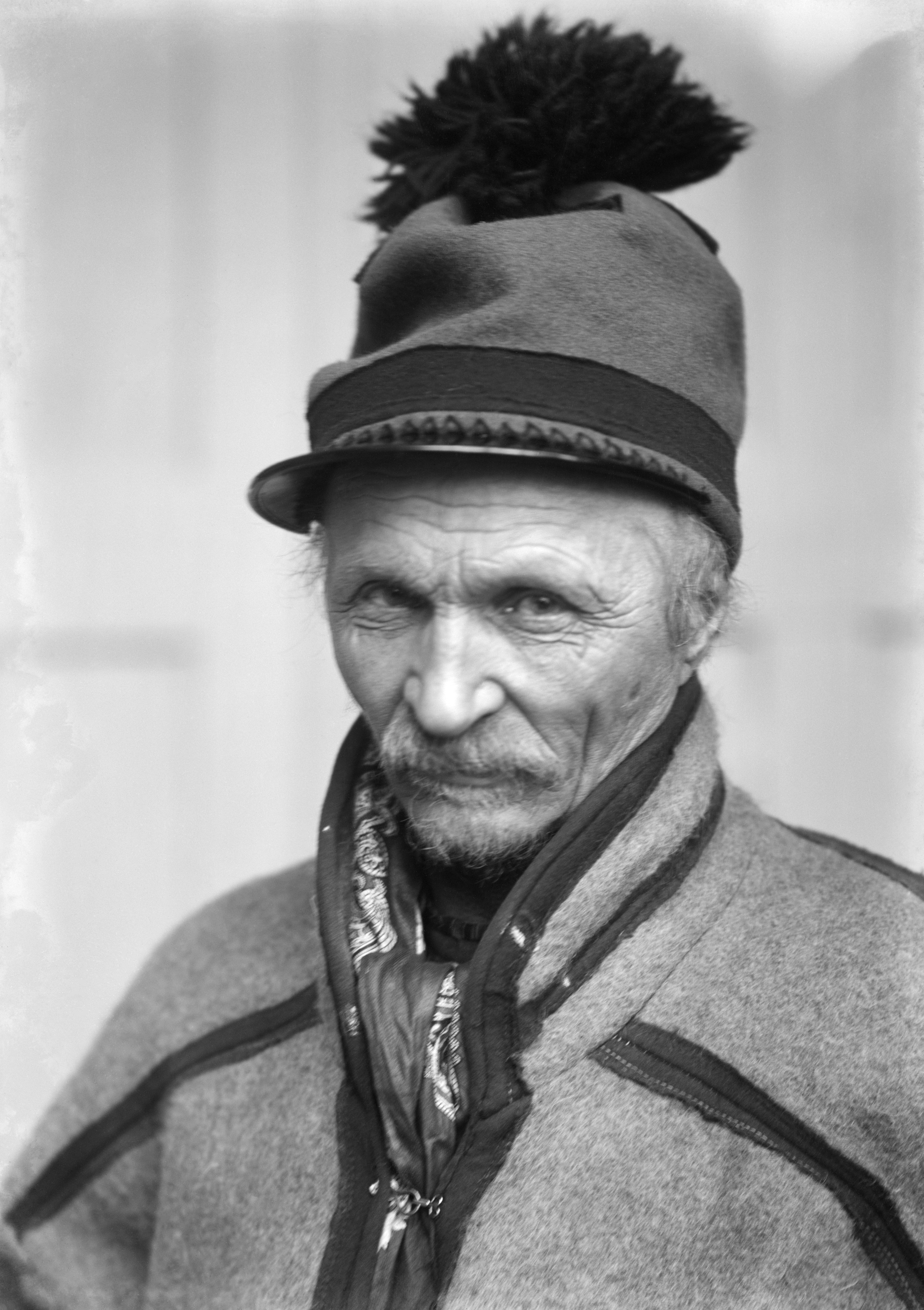
Johan Turi

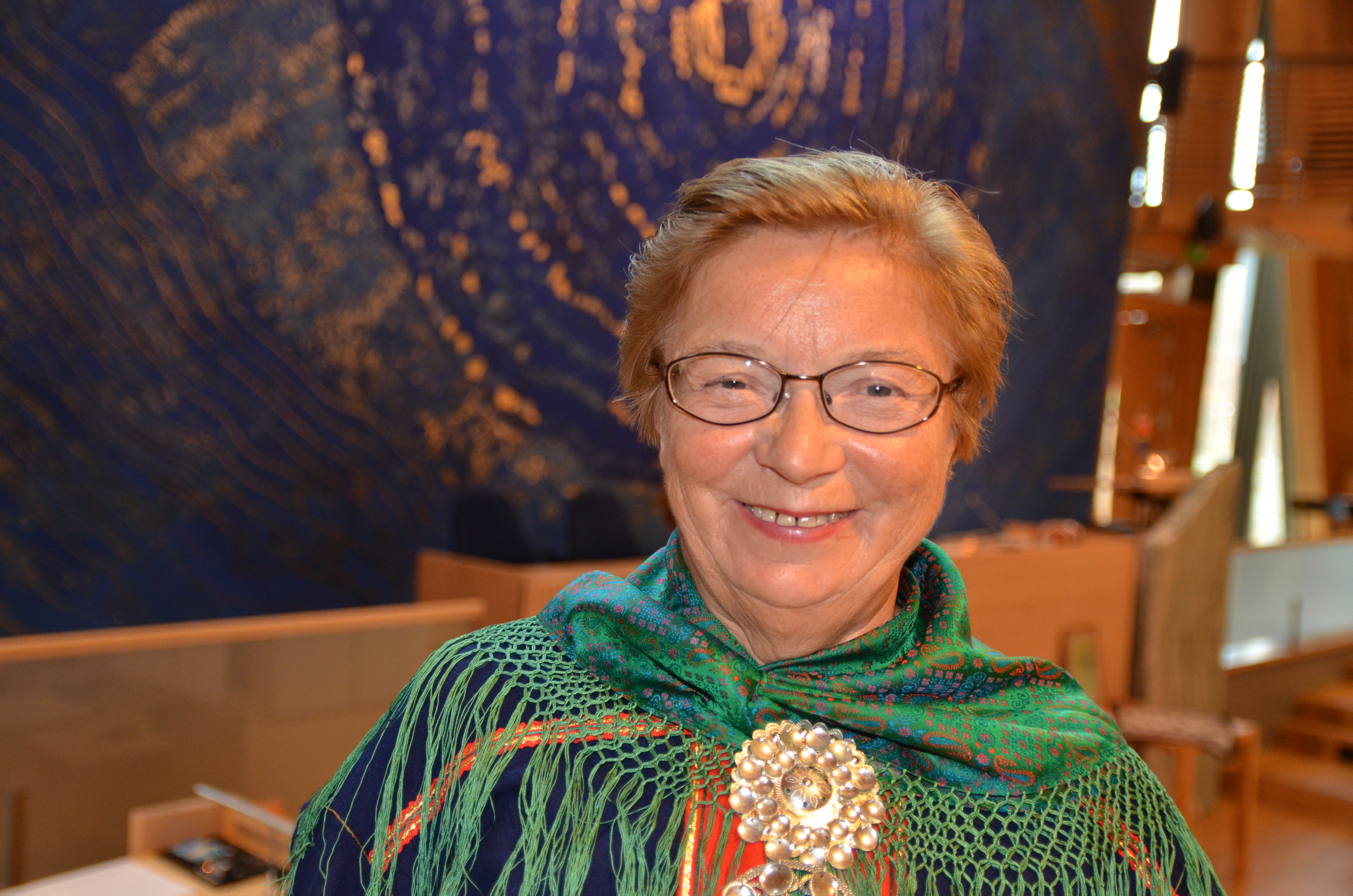
Rauni Magga Lukkari

### Sprachen

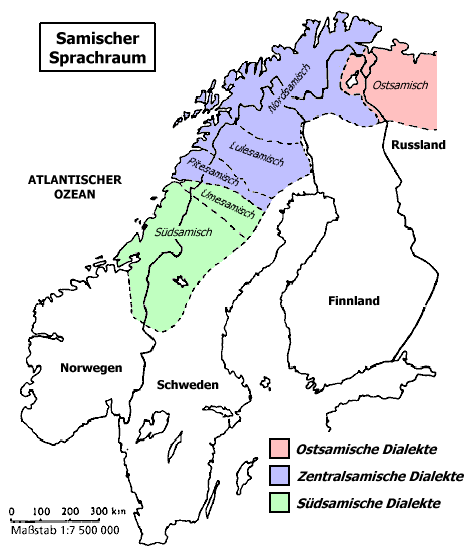
Der samische Sprachraum

Die samischen Sprachen gehören zur finno-ugrischen Gruppe der uralischen Sprachfamilie und sind am nächsten mit den ostseefinnischen Sprachen verwandt. Andere verwandte Sprachen sind z. B. Ungarisch und Tundra-Nenzisch. Rund 24.000 Menschen sprechen eine der samischen Sprachen als Muttersprache. Die vitalste Sprache ist Nordsamisch mit rund 17.000 Sprechern, einige andere Varianten sind fast oder ganz ausgestorben. Samisch ist in Finnland, Norwegen und Schweden offiziell anerkannte Minderheitensprache.

### Filme
Inzwischen sind auch einige Samen als Filmemacher und Schauspieler aktiv. Der erste in einer samischen Sprache gedrehte Film ist Pathfinder (Ofelaš) von Nils Gaup aus dem Jahr 1987. Die Schauspielerin Anni-Kristiina Juuso wurde für ihre Rolle in dem russischen Film Kukuschka von 2002 ausgezeichnet, in dem die drei Protagonisten jeweils ihre eigene Sprache sprechen (Samisch, Finnisch und Russisch). 2016 erschien Das Mädchen aus dem Norden (Originaltitel: Sameblod) von Amanda Kernell. Zu Ostern veranstalten Samen im norwegischen Kautokeino seit 1996 ein eigenes Samisches Filmfestival, auf dem Filme von und für Samen gezeigt werden. Das Festival gilt als einziges Schneemobil-Drive-in-Kino der Welt.

### Museen und Märkte
Der deutsche Völkerkundler Erich Wustmann hat mehrere Jahre lang in Sápmi gelebt und mehrere Filme und Bücher über die Region und die Samen veröffentlicht. Eine umfangreiche Sammlung zur Kultur und Geschichte der Samen beherbergt das Siida Sámi Museum in Inari in Finnland. Ebenso renommiert ist das Schwedische Fjäll- und Samenmuseum Àjtte in Jokkmokk. Um die samische Kultur – Geschichte, Tradition und Gegenwart – hautnah kennenzulernen, eignet sich insbesondere ein Besuch des Wintermarktes von Jokkmokk (Schweden), ein jährliches gesellschaftliches Ereignis im Februar, bei dem Samen aus ganz Fennoskandinavien zusammenkommen.

## Heutige Lebensweise

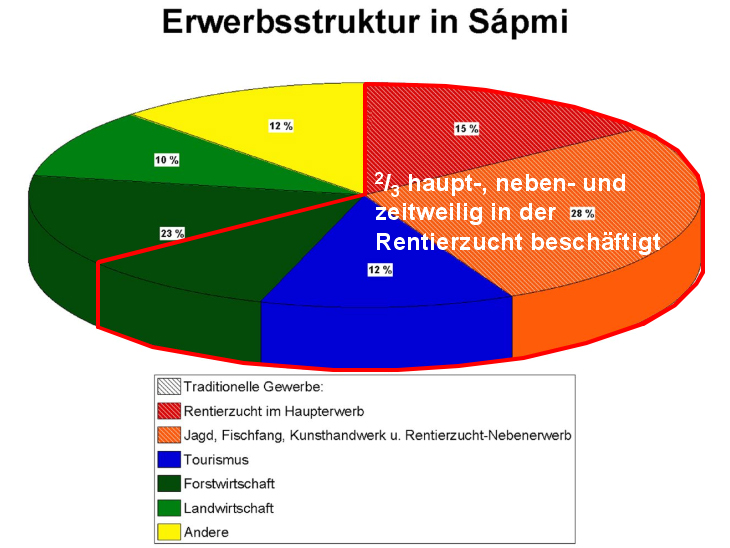
Erwerbsstruktur der Samen in Sápmi (ohne Kola-Halbinsel)

Die Samen sind heute eine „Minderheit im eigenen Land“. Auf ganz Sápmi bezogen sind nur 4 % der Einwohner Samen. Auf der Halbinsel Kola ist der indigene Bevölkerungsanteil mit 0,2 % am geringsten.
Wie sich der nebenstehenden Grafik aus dem Jahre 2005 entnehmen lässt, leben heute bereits fast 60 % der Samen von modernen Berufen, wobei dem Tourismus eine steigende Bedeutung zukommt. Der wirtschaftliche Schwerpunkt der Küstensamen Norwegens war früher die Robbenjagd. Mit der Zunahme marktwirtschaftlicher Tätigkeiten verschob sich dies auf den kommerziellen Fischfang. Die Konkurrenzsituation zu den großen Fischereibetrieben ist heute jedoch enorm, so dass es eine anhaltende Debatte über Sonderrechte für die Sámi bezüglich zusätzlicher Fangquoten für die Selbstversorgung gibt (siehe auch: Retraditionalisierung). Bei den Inlandsamen leben nur noch 15 % ausschließlich von der Rentierwirtschaft, die heute vorwiegend marktwirtschaftlich (mit unterschiedlich großen Subsistenzanteilen – vor allem in Finnland) betrieben wird. Dennoch sind immer noch zwei Drittel aller Samen in irgendeiner Weise mit der Rentierwirtschaft verbunden. Daran erkennt man, wie groß die Bedeutung des Rentieres für die samische Kultur ist.

## Rentierwirtschaft

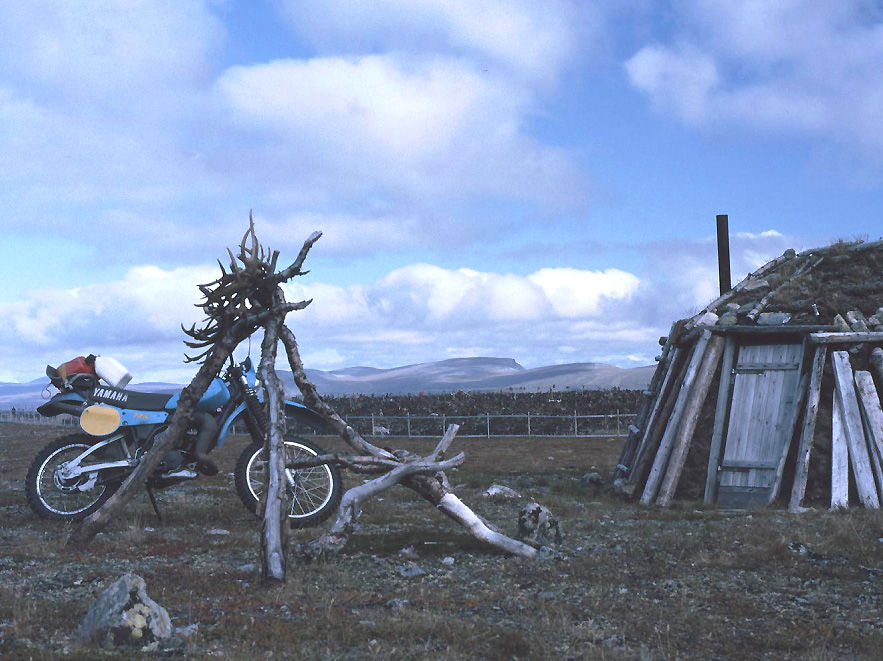
„Moderne Zeiten“ bei einer Rentierscheidung in der Nähe von Nikkaluokta, Schweden. Hierbei werden die Tiere zusammengetrieben, gezählt und markiert.

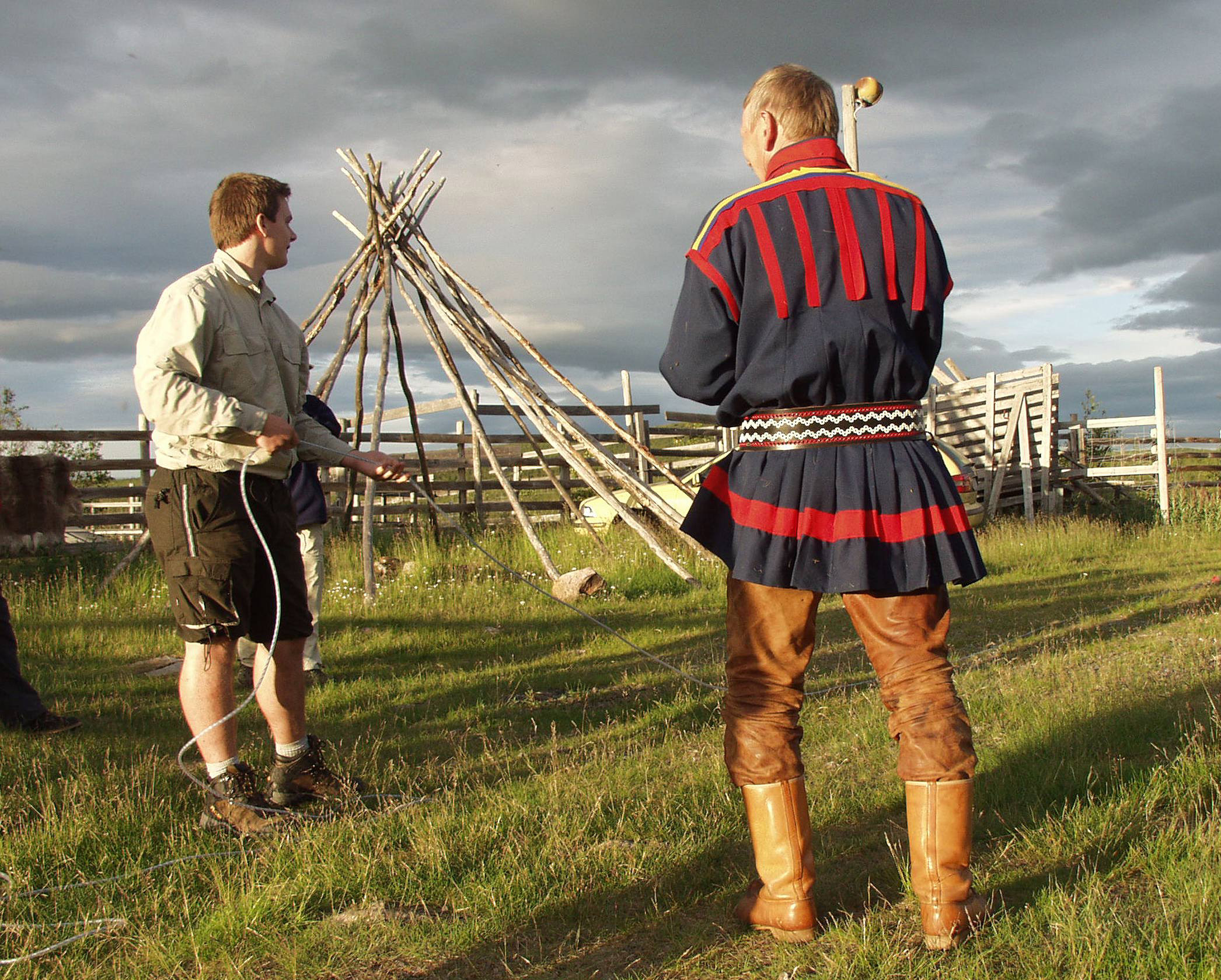
Same aus Tingevaara Sameby und Tourist, Schweden

„Das Ren liebe ich am meisten von allem. In meinen Gedanken und Träumen ist es mit seiner Art, seiner Schönheit und seiner Sehnsucht.“
Etwa seit dem 17. Jahrhundert löste die nomadische Rentierwirtschaft der Bergsamen die Jagd ab und wurde zur Grundlage der samischen Subsistenz.
Anders als beim Vieh handelt es sich beim Rentier nur um ein halbdomestiziertes Tier. Die Tiere folgen wie ihre wilden Vorfahren den natürlichen jahreszeitlichen Wanderrouten zwischen Waldland und Gebirge. Der Eingriff durch den Menschen beschränkt sich dabei auf das Trennen der schlachtreifen Tiere von der Herde sowie auf den Schutz vor Raubtieren, so dass im Wesentlichen eine natürliche Auslese stattfindet. Dennoch ist die Rentierwirtschaft aufgrund der großen Entfernungen der Wanderungen und der unwegsamen Landschaft sehr zeit- und damit kostenintensiv. Bis zur Mitte des 20. Jahrhunderts wurden die Herden rund um die Uhr beobachtet. In den 1960er-Jahren setzte die „Snowmobil-Revolution“ ein, die die Verfolgung der Herden technisierte. Im Winter wurde seither das Schneemobil genutzt, im Sommer das Motocross-Motorrad, sofern es die Geländeverhältnisse zulassen. In den letzten Jahrzehnten kam die Nutzung gecharterter Hubschrauber hinzu. In unzugänglichen Gebirgslagen sind die Samen allerdings auch heute noch zu Fuß unterwegs, da die dröhnenden Maschinen die Tiere einem enormen Stress aussetzen, der nicht selten zu Stürzen führt. Um die Sammlung der Tiere noch mehr zu vereinfachen, verlaufen heute bis zu 400 Kilometer lange Zäune durch das Fjäll, die Gebiete von 1.000 bis 5.000 Quadratkilometern Größe voneinander abgrenzen. Um ausschließlich von der Rentierwirtschaft zu leben, benötigt eine Familie mindestens 400 Tiere. In ganz Sápmi leben mehr als 500.000 Rentiere. Ob es sich bei dieser Anzahl noch um eine extensive Form der Landwirtschaft handelt, wird kontrovers diskutiert, obwohl es unstrittig ist, dass die Rentierwirtschaft den strengen Kriterien der ökologischen Landwirtschaft gerecht wird. Sicher ist allerdings auch, dass die Flechtenmatten im Fjäll südlich der „Rentiergrenze“ wesentlich üppiger gedeihen, so dass sich über die Größe der Herden streiten lässt.
Die Samen sind jedoch seit Beginn der Rentierhaltung im 15. Jahrhundert aus wirtschaftlichen Gründen zur Haltung immer größerer Bestände gezwungen. Früher war es die steigende Abgabenlast, heute sind es marktwirtschaftliche Anforderungen, darunter fallende Preise für Rentierfleisch. Obwohl die EU traditionelle Wirtschaftsweisen fördern will, wird z. B. in Finnland ein Rentier mit nur 50 Euro subventioniert, während ein Schaf 190 Euro bringt. Hinzu kommen regionale Landrechtskonflikte und die Auswirkungen der modernen Umweltbelastungen, die die Rentierhalter erheblich belasten.

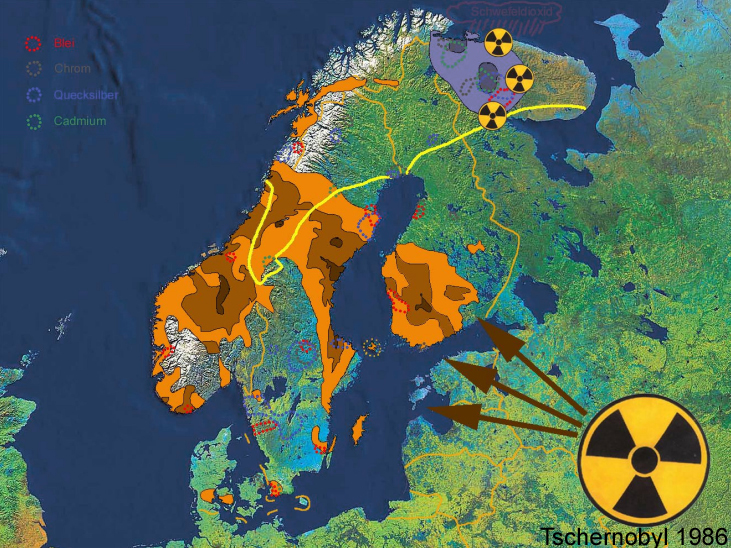
Umweltbelastungen in Fennoskandia
☢ Quellen für Radioaktivität
Cäsium-137, nach Tschernobyl 1986:
Schwermetalle:
●●● Cadmium
●●● Blei
– Grenze der Rentierwirtschaft

So mussten zum Beispiel die Renhirten der schwedischen Provinzen Dalarna, Härjedalen und Jämtland um ihre Existenz bangen. Der Staat hatte 1991 Staatswald an private Eigentümer verkauft, die die Samen anschließend wegen des traditionellen Winterweiderechtes im Wald auf Entschädigung verklagt haben. Den ersten Prozess im Jahre 1996 verloren die Sámi. Auch ein weiteres Urteil des höchsten schwedischen Gerichtshofes im Jahre 2004 entschied gegen die Rentierhalter. Dadurch verloren die Samebyer rund 25 bis 30 % ihrer Winterweiden. Zusätzlich werden laut Gerichtsbeschluss für die „illegale Waldnutzung“ Entschädigungszahlungen und Abschussrechte für Rentiere verlangt. Nach Ansicht der Beklagten verstoßen die Urteile gegen die Europakonvention zum Schutz der Menschenrechte, so dass sich 2006 mit einer entsprechenden Petition an das EU-Parlament wandten. Das Verfahren läuft noch. Im Januar 2020 fällte Schwedens Höchstes Gericht einen Entscheid, welcher auf ein übergeordnetes Gewohnheitsrecht der indigenen Bevölkerung „aus uralter Zeit“ verwies und ihr die Verwaltung der Jagd- und Fischereirechte erlaubte. Die norwegische Regierung, die vor einer ähnlichen Problematik stand, konnte sich gegen die Privatwaldbesitzer durchsetzen und den dort ansässigen Sámi die entsprechenden Rechte bestätigen.
Die erste große Umweltbelastung für die Rentierwirtschaft war die Nuklearkatastrophe von Tschernobyl 1986: Im mittelschwedischen Sápmi etwa wurde Rentierfleisch mit Cäsium-137-Konzentrationen von 300 Becquerel pro Kilogramm oder höher für ungenießbar erklärt und vernichtet oder zu Futter für Pelztierfarmen verarbeitet. Hunderttausende Kilogramm Fleisch, das offiziell zugelassen wurde, konnten aufgrund des Imageschadens nicht verkauft werden. Der schwedische Staat versuchte diese Verluste durch eine weitreichende Entschädigungspolitik zu kompensieren. Bei den samischen Rentierzüchtern Südnorwegens lagen in den ersten drei Jahren nach der Reaktorkatastrophe 30–40 % der Rentiere über den Grenzwerten. Der Staat entschied sich jedoch aufgrund des geringen Anteils von Rentierfleisch an der Durchschnittsernährung in Norwegen, lediglich 25 % des Schlachtfleisches vernichten zu lassen.
Wie die nebenstehende Karte zeigt, bestehen insbesondere auf der Halbinsel Kola weitere große Umweltbelastungen, die die Rentierwirtschaft gefährden. Seit 2006 finden im Norden Schwedens verstärkte Anstrengungen bei der Suche nach Erzen statt. Südlich des Muddus Nationalparks plant eine britische Firma die Anlage einer Eisenerzgrube und nördlich des Naturreservates Sjaunja bemüht sich ein australischer Konzern um die Abbaurechte der riesigen Lagerstätte Ekströmsberg. Das letztgenannte Projekt war bislang aus Naturschutzgründen tabu, doch die Aussicht auf Profit kann hier künftig zu neuen Entwicklungen führen. Die Samen befürchten dadurch erhebliche negative Auswirkungen des Bergbaus auf die Rentierwirtschaft und die Natur in der Nähe des Weltnaturerbes Laponia. Auch der Bau eines Windparks in Norwegen wird von den Rentierhaltern kritisch gesehen.
Doch auch in den abgelegensten Gebieten Sápmis steht die Rentierhaltung der Samen in Zukunft durch den Klimawandel auf dem Spiel. Die Folgen – unter anderem Hitzestress, Verbuschung, Parasiten und Nahrungsmangel im Winter – sind bereits heute spürbar.

## Weiteres

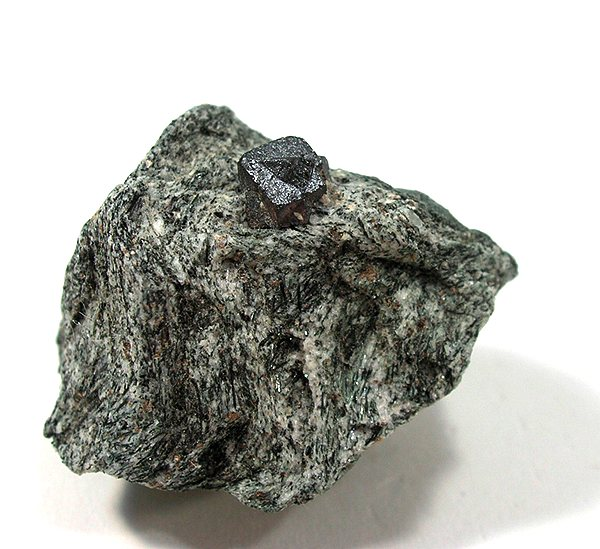
Loparit-Kristall vom Berg Njorkpachk, Russland; die weltweit wichtigste Fundstelle für diese Mineralspezies liegt auf der Halbinsel Kola

Die beiden in den Chibinen auf der Halbinsel Kola entdeckten Minerale Loparit (1925) und Saamit (1939 bzw. 2013) sind nach dem Volk der Samen benannt.

## Siehe auch

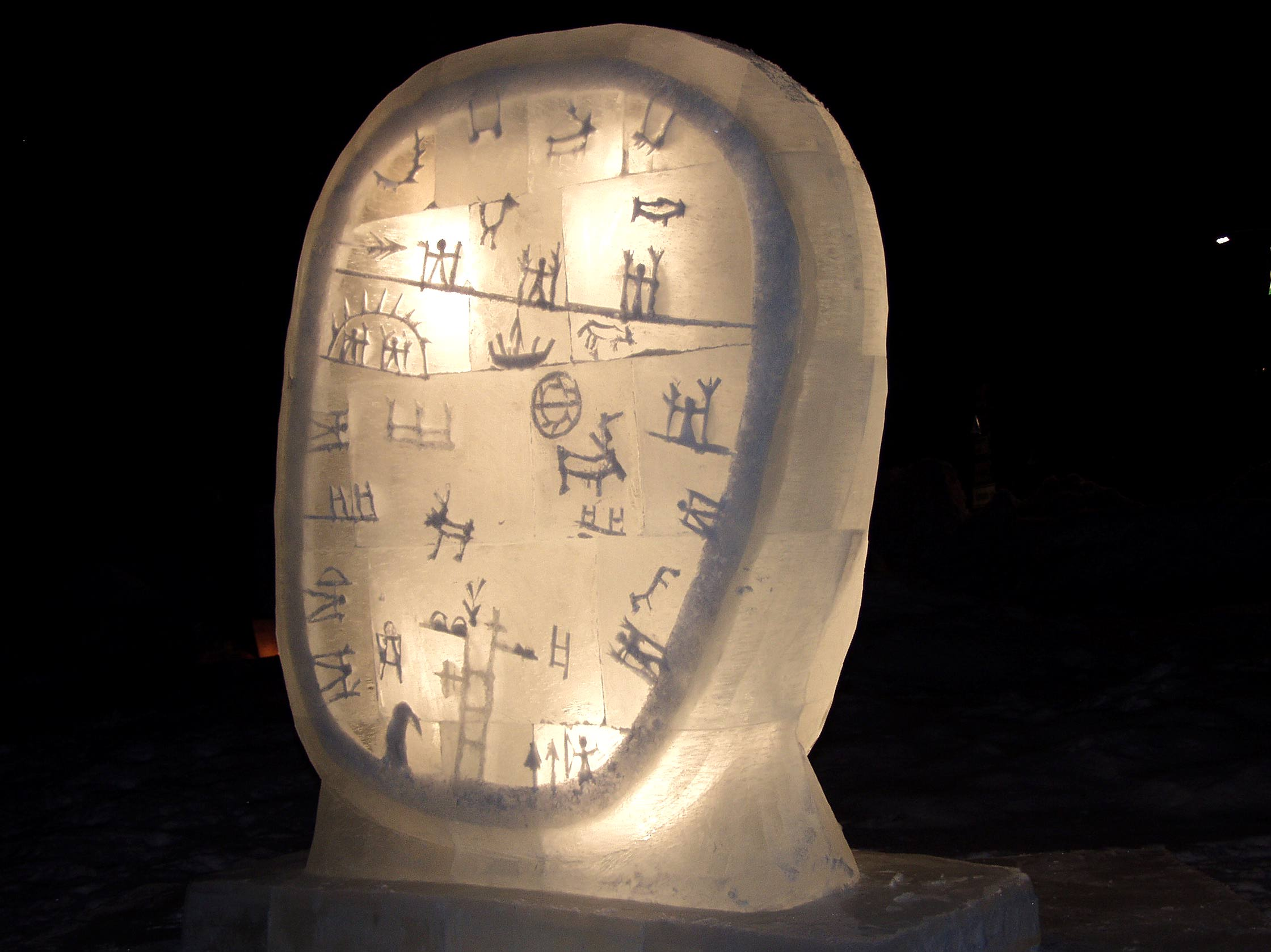
Eisskulptur in Form einer Schamanentrommel mit typisch samischen Symbolen